# Sant'Agata
Sant'Agata (Catania, 229/235 – Catania, 5 febbraio 251) è stata, secondo la tradizione cattolica, una giovane cristiana vissuta nel III secolo, martirizzata durante le persecuzioni sotto l'imperatore Decio. Presente nei martirologi più antichi, fanno memoria della santa, vergine e martire la Chiesa cattolica romana, la Chiesa Vetero Cattolica, la Chiesa ortodossa e la Chiesa anglicana il 5 febbraio. È patrona della città di Catania, della Repubblica di San Marino e dell'isola di Malta. Il luogo di culto principale è la cattedrale di Sant'Agata, dove riposano le sue reliquie. Catania le dedica una grande festa, nei giorni 3, 4, 5 e 6 febbraio.

## Agiografia

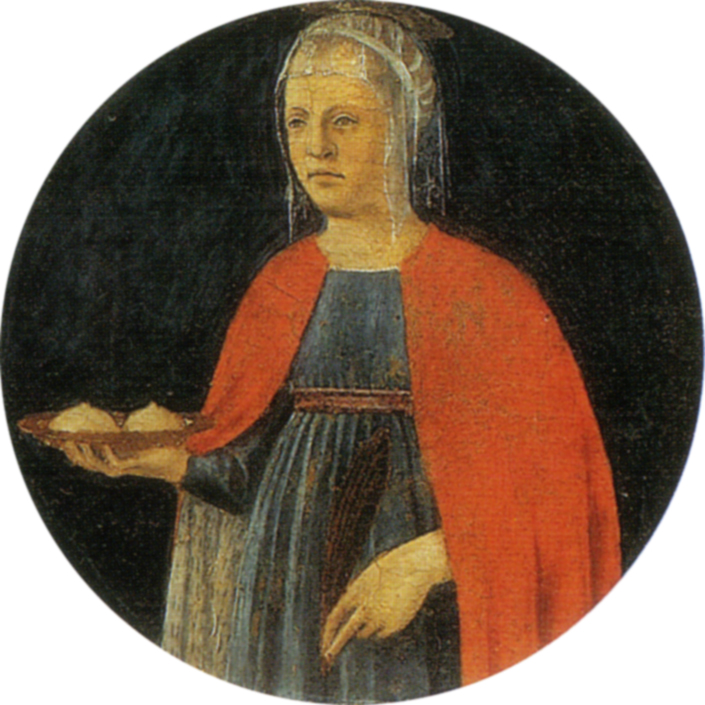
Sant'Agata, di Piero della Francesca, ca 1460-1470.

Agata è stata una delle martiri più venerate dell'antichità cristiana, e fu messa a morte durante la persecuzione dei cristiani voluta dall'imperatore Decio (249-251) a Catania, per non avere mai tradito la professione della sua fede cristiana.

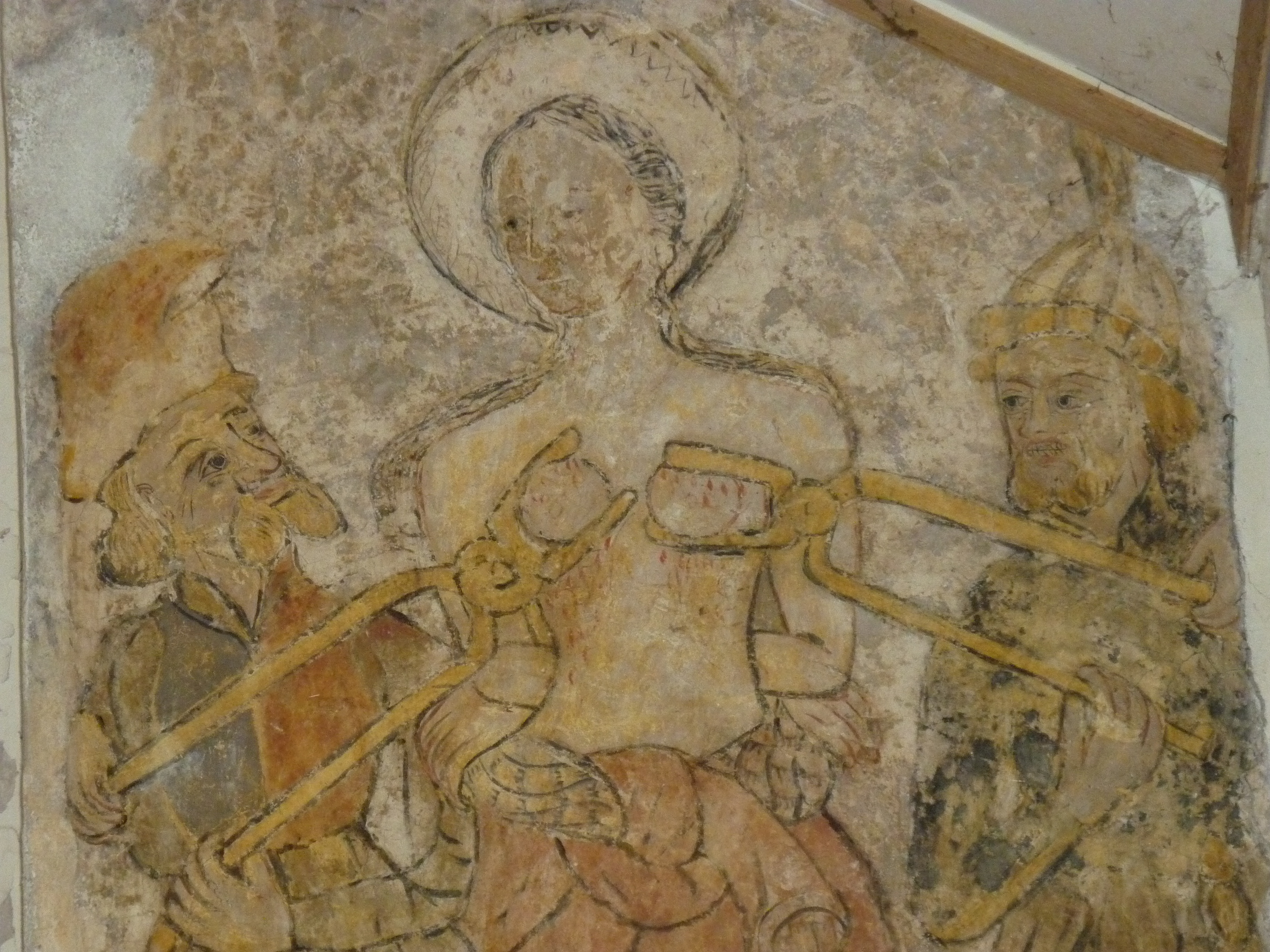
Dipinto del martirio di Sant'Agata nell'interno dell'omonima chiesa a Ris di Puy-de-Dôme, in Francia.

La sua biografia scritta menziona interrogatori, torture, una resistenza perseverante e la vittoria di una fede incrollabile, che nell'insieme sono uno dei primi esempi in assoluto della letteratura agiografica nel corso della storia della Chiesa. Questa prima testimonianza scritta, strutturata di vita, opere, morte e miracoli, si riflette nelle opere successive, la più antica delle quali, a noi pervenuta, è una passio risalente all'anno 1000, conservato presso la Biblioteca nazionale di Francia, a Parigi, probabilmente realizzato ad Autun. Nelle sue miniature illustrate a margine, Magdalena Carrasco ha indagato le tradizioni iconografiche di età carolingia o della prima antichità.
Il suo martirio testimonia come a Catania sicuramente già nel III secolo esistesse una comunità cristiana. Altra conferma proviene dal rinvenimento a Catania nel 1730 di un'iscrizione datata tra la fine del III secolo e gli inizi del IV che segnalava la sepoltura di Iulia Florentina, una bambina di Ibla, sepolta, per volere dei genitori, «dove sono le sepolture dei martiri cristiani». Tale iscrizione è una testimonianza importantissima circa l'immediata diffusione del culto di Sant'Agata, dopo la sua morte, non solo in città, ma anche fuori dal territorio etneo. Va ricordata a tal proposito anche l’iscrizione rinvenuta a Ustica, databile alla fine del III secolo dove si accenna a una certa Lucifera morta il giorno di Agata. Circa la diffusione immediata, anche in oriente, interessante è la testimonianza di Metodio di Olimpo (c. 250-311), in Licia, che nella sua opera Symposium fa riferimento ad Agata presentando la sua vita come modello di vita cristiana.

### Nascita e controversie

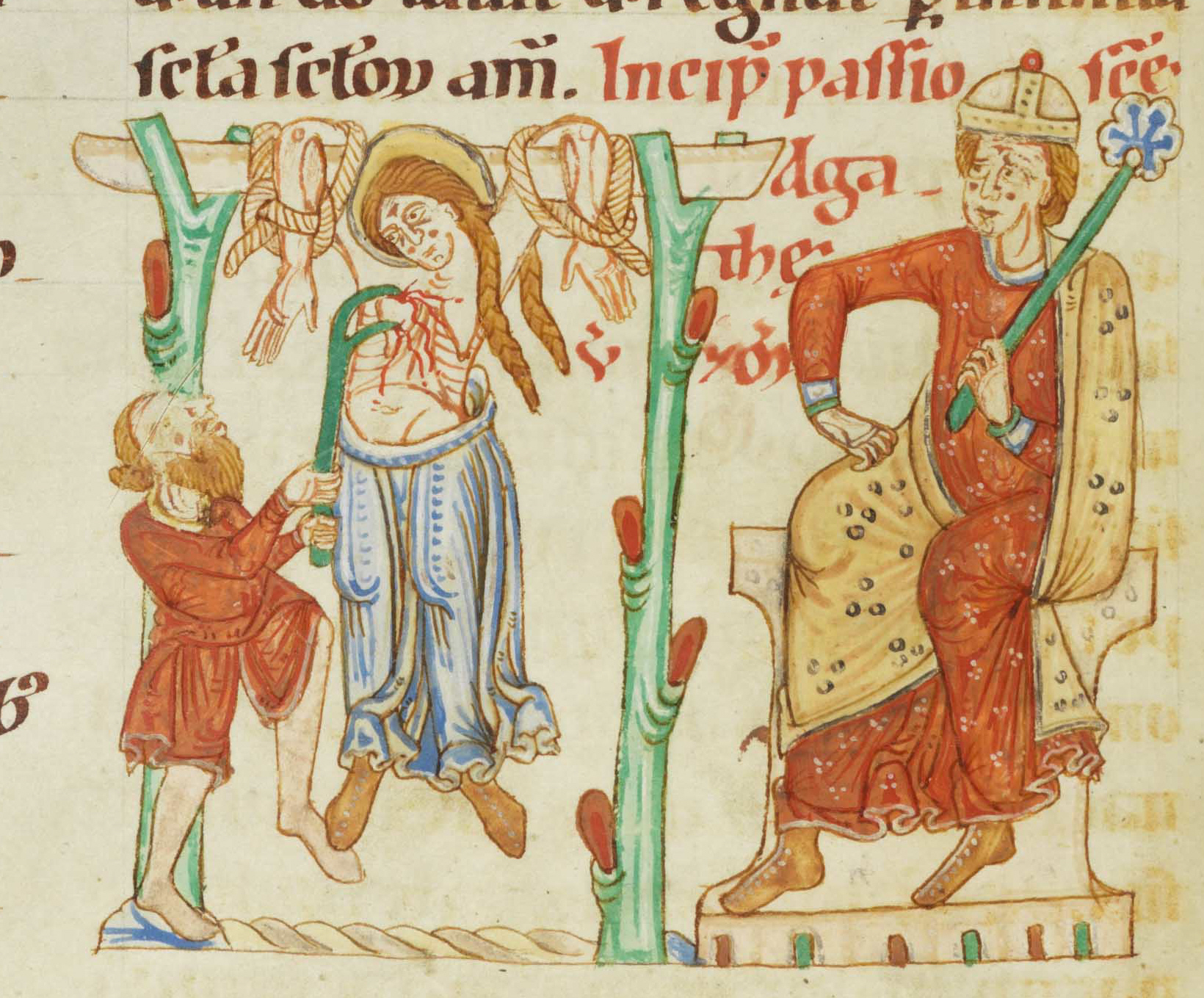
Manoscritto miniato del martirio di Santa Ágata nel Códex Bodmer 127 (ca. 1170/1200), presente alla Fondazione Martin Bodmer, in Svizzera.

Secondo gli atti del martirio, Agata nacque in una famiglia ricca e nobile, per tradizione catanese. La località di nascita è stata in passato messa in discussione: si pensava fosse nata a Palermo o, più probabilmente, a Galermo nei dintorni a nord di Catania. I sostenitori delle origini palermitane o del suo temporaneo soggiorno nella città, ossia del quartiere di Agata alla Guilla, citano gli Acta SS. Februarii I, Anversa 1658 o la Bibliotheca Sanctorum I, Roma 1961, col. 320.
I documenti narrativi del martirio di Agata in realtà tacciono sui natali della Santa e tali citazioni restano dunque infondate. Tuttavia essi indicano in tre punti i sostanziali indizi sulla sua natività a Catania: il primo punto è quello relativo all'inizio del processo, secondo il testo fornito dalla redazione latina. Tale redazione esordisce rilevando nel vers. 1 che Agata fu martirizzata a Catania; nel vers. 24 la stessa redazione latina riferisce che Quinziano interpella Agata invitandola a dire di che condizione fosse, e nel vers. 25 riferisce che Agata rispose a Quinziano dicendo: «Io non solo sono libera di nascita, ma provengo anche da nobile famiglia, come lo attesta tutta la mia parentela»; con queste parole Agata dichiara che tutta la sua parentela era presente e residente a Catania, oltre a esservi residente lei stessa e a essere nativa proprio di lì.
Il secondo punto è quello relativo all'apparizione dell'Angelo che, nel momento in cui il cadavere di Sant'Agata viene seppellito, depone dentro il suo sepolcro una lapide di marmo in cui era scolpito che Agata era «anima santa, onore di Dio e liberazione della sua Patria»: a tale proposito i versetti 102-104 rilevano che, per dimostrare la verità di quanto espresso in quella lapide e cioè che Agata era la liberazione della sua Patria, Dio, a un anno appena dalla sua morte, fa arrestare la lava dell'Etna, che stava invadendo Catania. Il terzo punto è quello relativo al fatto che il testo della redazione greca, riportato nel manoscritto del Senato di Messina, espressamente recita che «Catania è la patria della magnanima S. Agata»: tale testo è di assoluto valore storico perché risale all'epoca in cui a Catania ancora non era stato eretto alcun tempio ad Agata.
Infine, va ricordato che al tesoro di Sant'Agata apparterrebbe anche un diploma di Papa Urbano II che decreta i natali catanesi della santa.
In merito ai natali palermitani, tradizione piuttosto tarda, vi è chi ritiene essa si fondi sull'errata traslitterazione di Galermus in Palermus, di fonti latine nel primo caso e greche nel secondo, tradizione che attinge al fatto che effettivamente la giovane avrebbe soggiornato a Palermo prima di tornare alla sua città per essere giudicata. Va però ricordato quanto entrambi i toponimi siano successivi al martirio di Sant'Agata, nello specifico risalgono alla dominazione saracena.

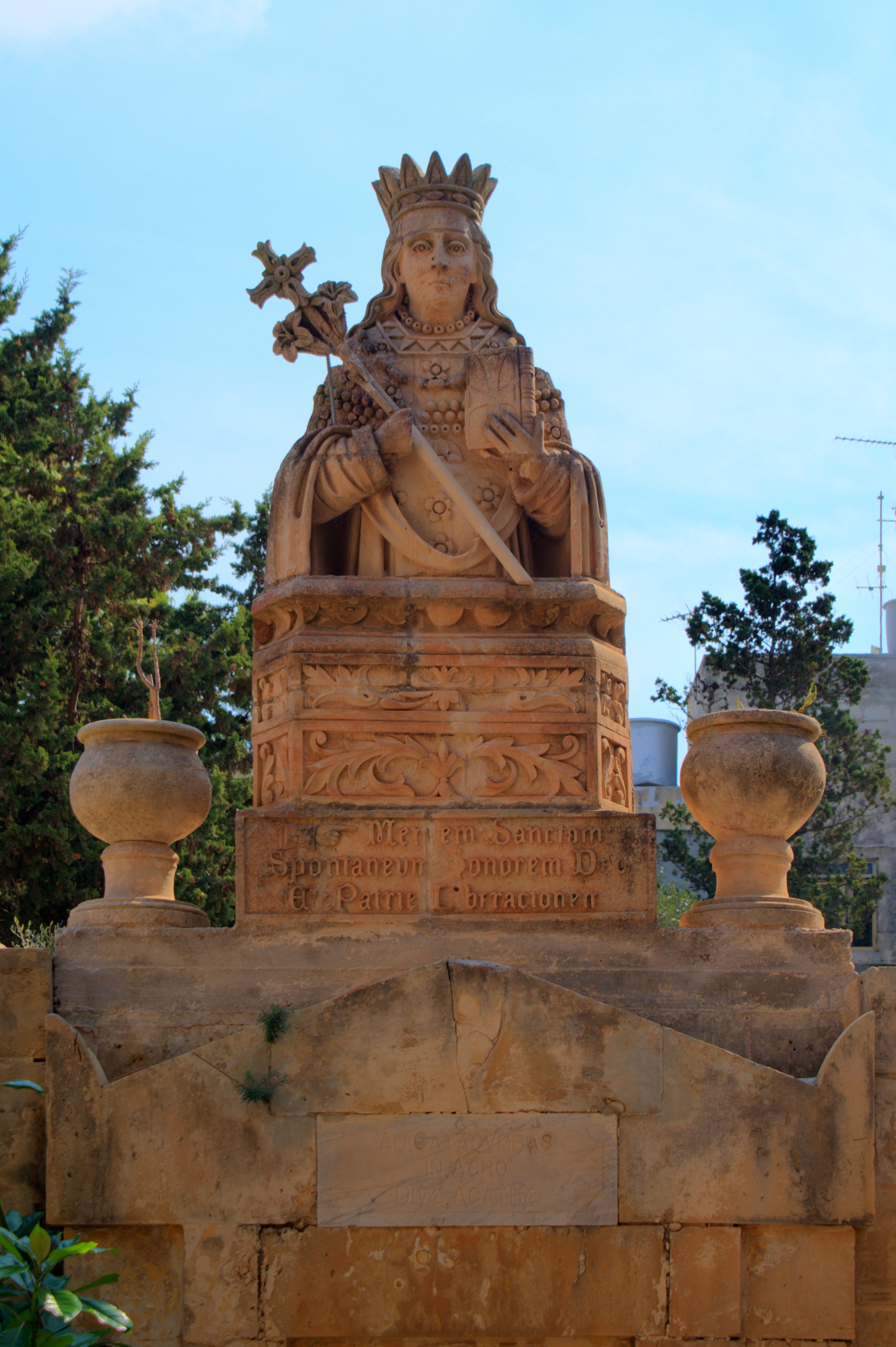
Statua di Santa Agata all'entrata delle catacombe di Malta.

Anche sulla data di nascita non esiste particolare certezza, essendo questa taciuta dalle fonti. Se infatti la tradizione popolare indica l'età della fanciulla nella fascia adolescenziale e nello specifico le attribuisce 15 anni - portando così l'anno dei natali al 235 per semplice sottrazione, ipotizzando il 251 quale anno del 16º anno non ancora compiuto - recenti ipotesi retrodatano la nascita della Santa al 229/230 circa, facendo riferimento al flammeum, il velo del sacerdozio del primo cristianesimo, e al ruolo di diaconessa che le viene attribuito dalle prime rappresentazioni iconografiche (nella basilica di Sant'Apollinare Nuovo, per esempio, è raffigurata in tunica lunga, dalmatica e stola a tracolla), attribuendo dunque un'età di circa 21 anni, poiché la tradizione riporta che Agata aveva fatto richiesta di consacrarsi a Dio al Vescovo di Catania, che accolse il suo desiderio e le impose il velo rosso portato dalle vergini consacrate.
Effettivamente, cosa documentata dalla tradizione orale catanese, dai documenti scritti narranti il suo martirio e dalle raffigurazioni iconografiche ravennate, con particolare riferimento alla tunica bianca e al pallio rosso, Agata viene rappresentata come una vera e propria diaconessa della Chiesa dei primi secoli. Si potrebbe allora immaginare che, sebbene si fosse consacrata a Dio a 15 anni grazie al consenso speciale del Vescovo, non fosse più una ragazzina al momento del martirio, ma piuttosto una giovane donna con ruolo attivo nella sua comunità cristiana: una diaconessa aveva il compito, fra gli altri, di istruire i nuovi catecumeni alla fede cristiana (catechesi) e preparare i più giovani al battesimo, alla prima comunione e alla cresima.
Inoltre, da un punto di vista giuridico, Agata aveva il titolo di "proprietaria di poderi", cioè di beni immobili. Per avere questo titolo le leggi vigenti nell'impero romano pretendevano il raggiungimento del ventunesimo anno di età. Rimanendo sempre in tema giuridico, durante il processo cui Agata fu sottoposta, fu messa in atto la Lex Laetoria, una legge che proteggeva i giovani d'età compresa tra i 20 e i 25 anni, soprattutto giovani donne, dando a chiunque la possibilità di contrapporre una actio popularis contro gli abusi di potere commessi dall'inquisitore: il processo di Agata si chiuse con una insurrezione popolare contro Quinziano, che dovette fuggire per sottrarsi al linciaggio della folla catanese.
Dunque, il più plausibile anno di nascita è tra il 229 e il 230, così che tra l'8 settembre 230 (tradizionalmente, il giorno di nascita) e il 5 febbraio 251 (giorno della morte) avesse già compiuto il 21º anno di età.

### Processo e martirio

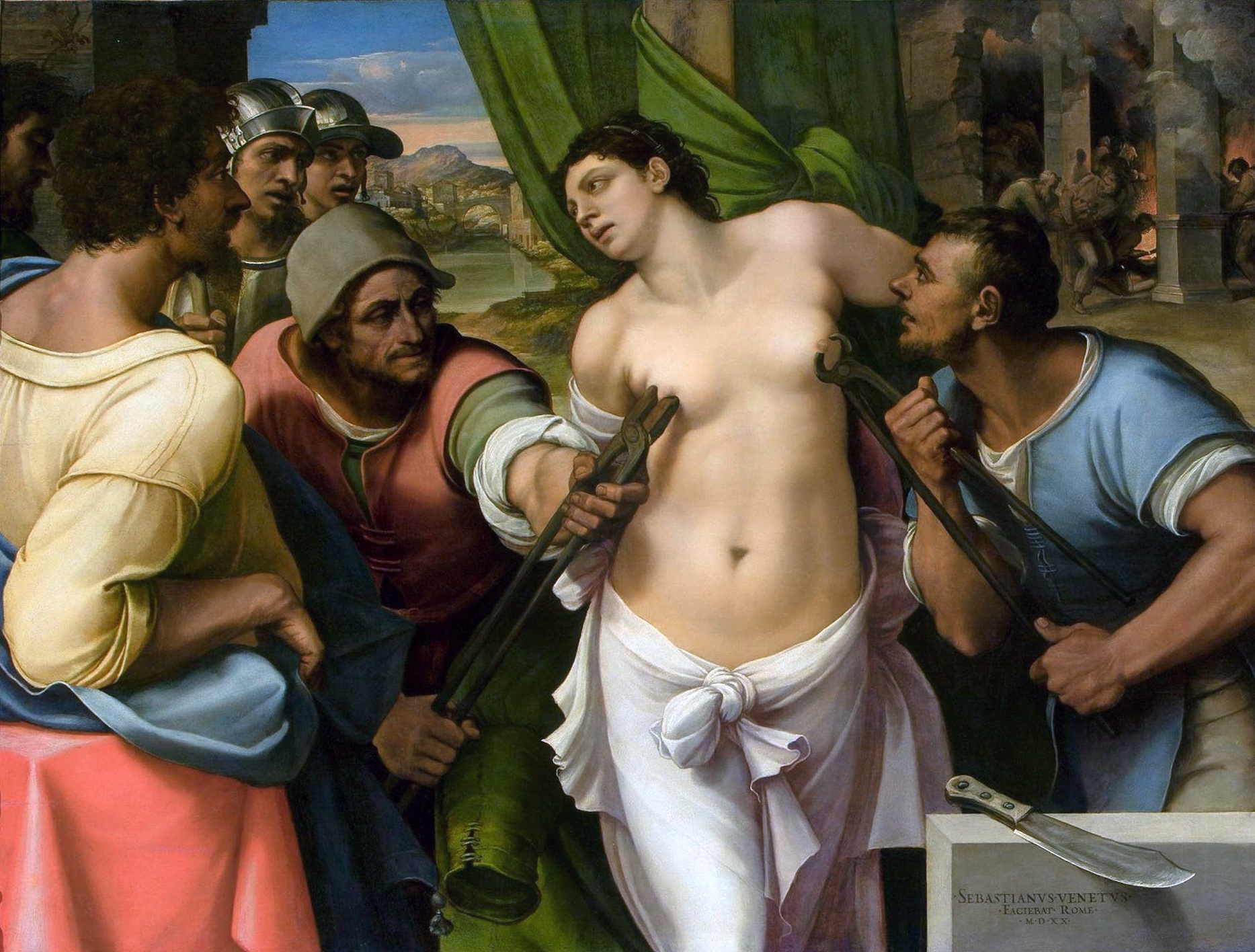
Sebastiano del Piombo, Martirio di sant'Agata, Firenze, Palazzo Pitti.

Nel periodo fra la fine del 250 e l'inizio del 251 il proconsole Quinziano, giunto alla sede di Catania anche con l'intento di far rispettare l'editto dell'imperatore Decio, che chiedeva a tutti i cristiani di abiurare pubblicamente la loro fede, mise in atto una feroce persecuzione. La tradizione riferisce che Agata fuggì con la famiglia a Palermo, alla Guilla, ma Quinziano li scovò e li fece tornare a Catania. Il punto che la giovane catanese attraversò per uscire da Palermo e tornare alla sua patria, oggi è detto Porta Sant'Agata. Quando la vide, Quinziano se ne invaghì e, saputo della consacrazione, le ordinò senza successo di ripudiare la sua fede e adorare gli dèi pagani. Si può ipotizzare anche un quadro più complesso: ovvero, dietro la condanna di Agata, la più esposta nella sua benestante famiglia, poteva esserci l'intento della confisca dei loro beni. Di certo, era un contesto storico estremamente drammatico per i cristiani: papa Fabiano era stato ucciso da più di un anno, la sede era vacante, e il successore Cornelio sarebbe stato eletto ben 14 mesi dopo il suo martirio.

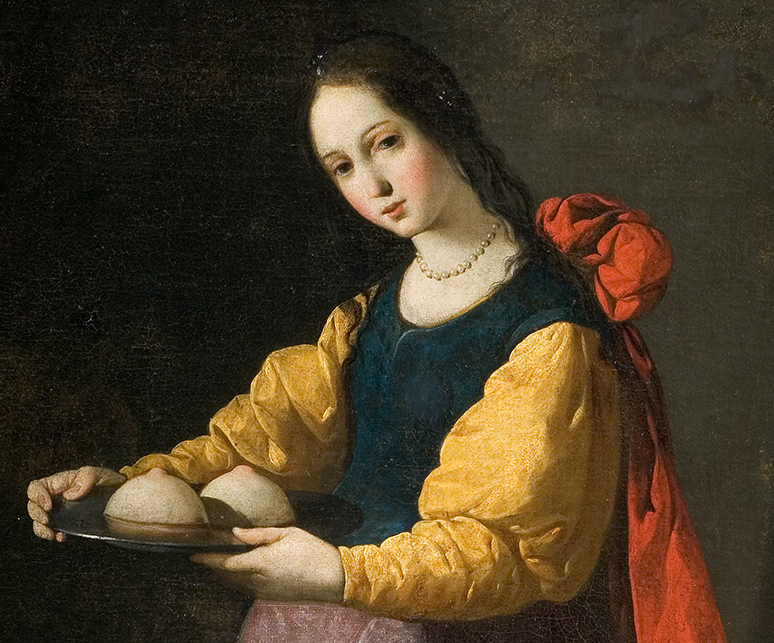
Francisco de Zurbarán: Sant'Agata (circa 1630–1633).

Al rifiuto deciso di Agata, il proconsole l'affidò per un mese alla custodia rieducativa della cortigiana Afrodisia e delle sue figlie, persone molto corrotte. È possibile che Afrodisia fosse una sacerdotessa di Venere o Cerere, e pertanto dedita alla prostituzione sacra. Il fine di tale affidamento era la corruzione di Agata, attraverso una continua pressione psicologica, fatta di allettamenti e minacce, per sottometterla alle voglie di Quinziano, arrivando a tentare di trascinare la giovane catanese nei ritrovi dionisiaci. Ma Agata uscì più forte di prima, tanto da scoraggiare le sue tentatrici, le quali rinunciarono all'impegno assunto, riconsegnando Agata a Quinziano.
Rivelatosi inutile il tentativo di corromperne i principi, Quinziano diede avvio a un processo e convocò Agata al palazzo pretorio. La tradizione ha tramandato i dialoghi tra il proconsole e la santa, da cui si evince come ella fosse edotta in dialettica e retorica.
«Le sofferenze che mi infliggerai saranno di breve durata, e non attendo altro che sperimentarle perché così come il grano non può essere conservato in granaio se prima il suo guscio non viene aspramente stritolato e ridotto in frantumi, allo stesso modo la mia anima non potrà entrare in paradiso se prima non farai minutamente dilaniare il mio corpo dai tuoi carnefici» rispose Agata alle minacce di tortura del proconsole.
Durante il processo Agata continuò augurando al proconsole di essere annoverato fra i suoi dèi: «Ti auguro che tu sia tale e quale fu il tuo dio Giove e tua moglie quale fu la tua dea Venere».
Quinziano ne uscì umiliato.

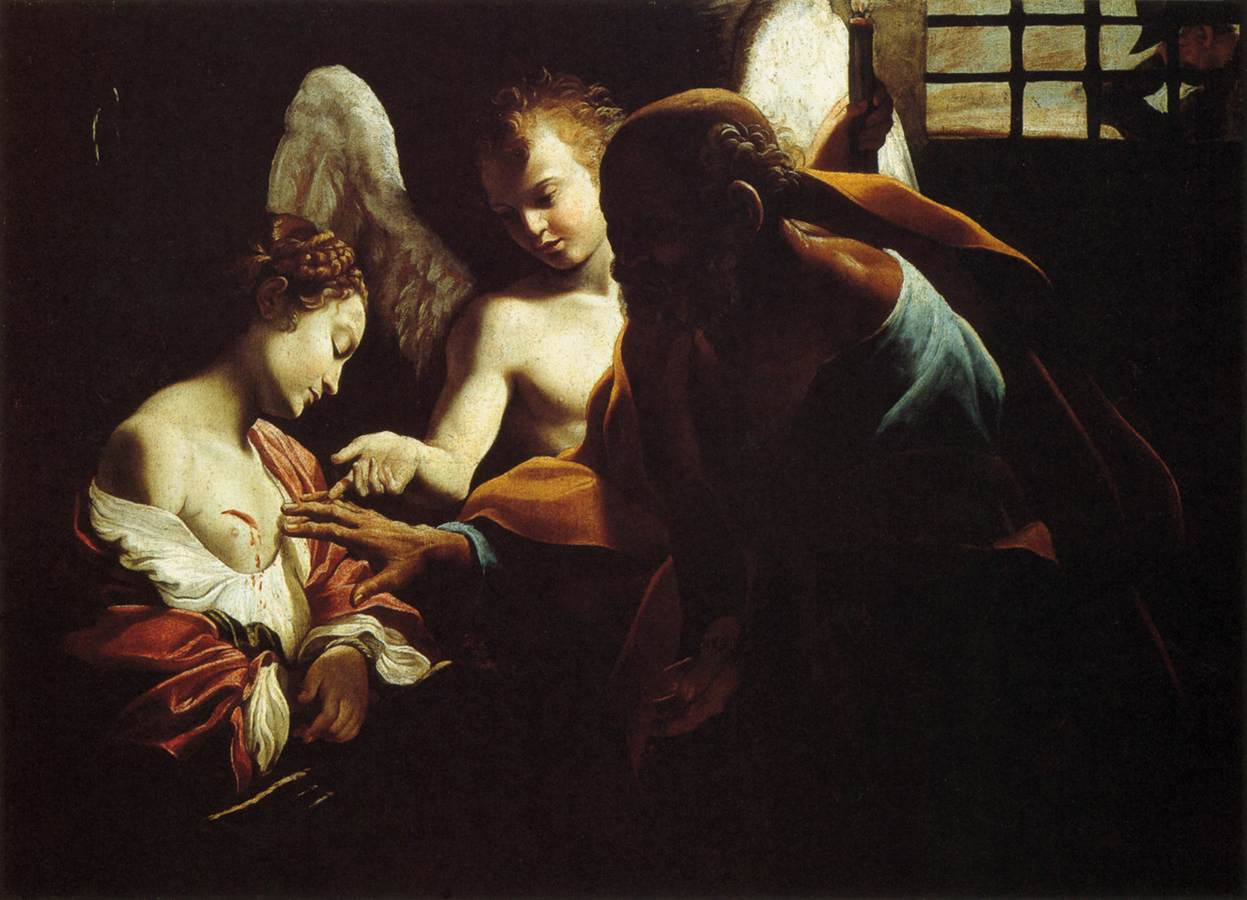
Sant'Agata visitata in carcere da san Pietro e l'angelo di Giovanni Lanfranco.

Breve fu il passaggio dal processo al carcere e alle violenze con l'intento di piegare la giovinetta. Inizialmente fustigata, legata sull'eculeo e allungata con funi fino a slogarle le caviglie e i polsi e sottoposta al violento strappo delle mammelle con tenaglie.
Le passio di S. Agata riportano le parole che la martire disse al proconsole: «Empio, crudele e disumano tiranno. Non ti vergogni di strappare ad una donna quello che tu stesso succhiasti dalla madre tua?».
A Catania, nella chiesa di Sant'Agata la Vetere si conserva il luogo indicato come sala del pretorio romano dove vennero eseguite le torture e i processi.
La tradizione indica che nella notte venne visitata da San Pietro, che la rassicurò portandole conforto e ne risanò miracolosamente le ferite. Venne infine sottoposta al supplizio dei carboni ardenti.
A Catania, nella chiesa di San Biagio, conosciuta anche come chiesa di Sant'Agata "alla fornace", si conservano, nell'altare laterale della cappella di Sant'Agata, le pietre e la terra che secondo la tradizione tormentarono Agata il 5 febbraio 251 d.C.
La notte seguente, il 5 febbraio 251, Agata spirò nella sua cella.
Una tradizione vuole che, negli anni della persecuzione di Decio che ebbe inizio nel 249, la compatrona di Malta abbia soggiornato per un periodo in una cripta dell'isola, divenuta il centro di un culto secolare.

### La morte
(Mario Rapisardi, Ode, per il 5 febbraio 1859)

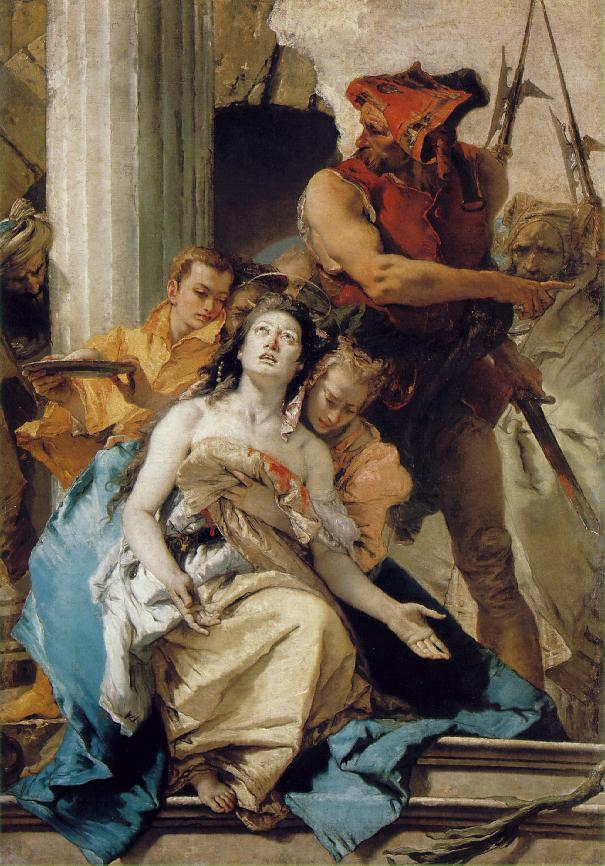
Martirio di sant'Agata di Tiepolo.

Se non esiste dubbio storico alcuno sulla morte per martirio, che è autenticato, anche dall'enorme diffusione del culto oltre il luogo natio e fin dall'antichità, tuttavia, non abbiamo sufficienti dettagli storici sulla sua morte.

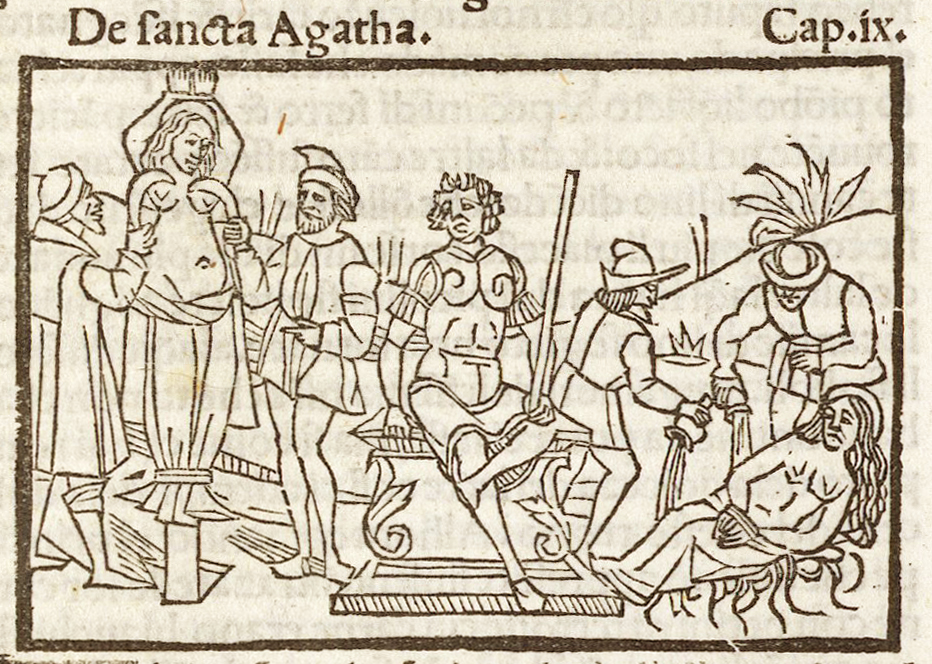
Il martirio di Agata nella Legenda Aurea (1497).

Secondo la Leggenda aurea (1288) del beato Iacopo da Varagine, Agata consacrò la sua verginità a Dio. Di ricca e nobile famiglia, rifiutò le proposte del prefetto romano Quinziano, che la inviò dalla tenutaria di un bordello. Trovandola una donna tenace e intrattabile, anche costei rifiutò l'incarico di Quinziano, che, dopo minacce e pressioni, la fece mettere in prigione, principalmente a motivo della sua fede cristiana.
Tra le torture subite vi fu il taglio dei suoi seni con le pinze. Dopo ulteriori scontri drammatici con Quinziano, rappresentati in una sequenza di dialoghi nel suo Passio che documentano la sua forza d'animo e la sua devozione costante, Sant'Agata fu poi condannata ad essere bruciata sul rogo, ma un terremoto la salvò da quel destino; fu allora condotta in prigione, dove San Pietro, apostolo e martire, apparve a lei e guarì le sue ferite. Sant'Agata morì in prigione, secondo la Legenda Aurea «nell'anno di nostro Signore 253 al tempo di Decio, l'imperatore di Roma». Sull'anno della morte, a causa di errate traduzioni, viene infatti riportato il 253 da Iacopo da Varagine, mentre il vulcanologo Carlo Gemmellaro riporta il 252. Tuttavia sulla data della morte non esiste dubbio sia avvenuta nel 251, in quanto le fonti principali riportano tale data.

## Culto
(Canto a Sant'Agata)
Tu giglio fragrante, Tu gemma splendente, tu Martire Ardente d'eroica Virtù, sei faro di Luce, sei fonte d'Amore, da Te impari il cuore ad amare Gesù»
(Inno a S. Agata, duomo di Santhià)

### Venerazione
Sant'Agata è una delle sette vergini e martiri venerate dalla Chiesa cattolica. Essa è uno dei pochi santi il cui nome è ricordato dal sacerdote celebrante dopo la consacrazione eucaristica nella preghiera del Canone romano.

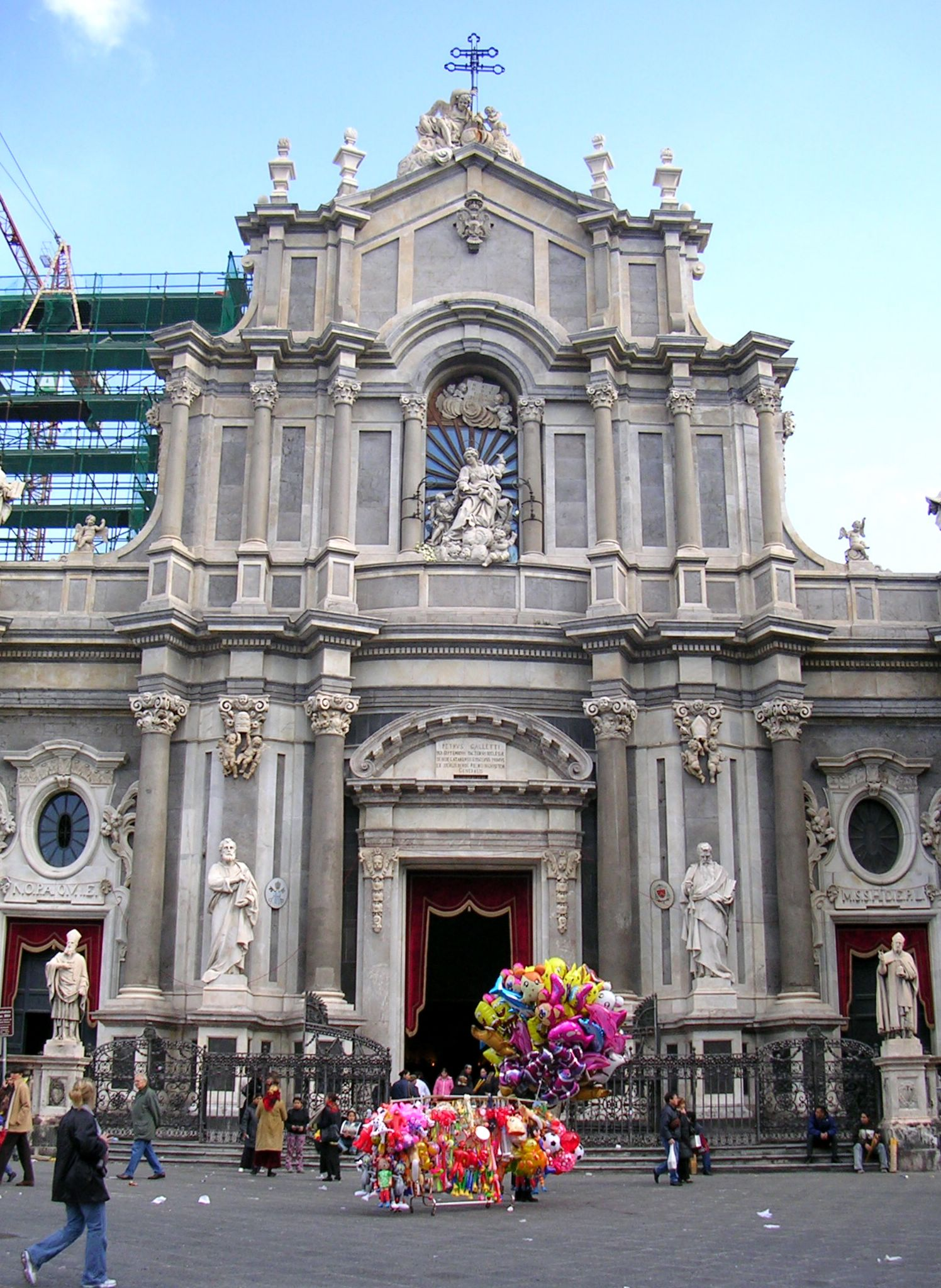
Il Duomo di Catania è consacrato a Sant'Agata

Secondo la tradizione maltese, durante la persecuzione dell'imperatore romano Decio (249 – 251), Agata fuggì dalla Sicilia insieme ad un gruppo di altre persone, e si rifugiò a Malta. Alcuni storici ritengono che il suo soggiorno sull'isola sia stato piuttosto breve, e che lei abbia trascorso le sue giornate in una cripta rocciosa presso Rabat, pregando e insegnando la fede cristiana ai bambini. Dopo qualche tempo, Agata fece ritorno in Sicilia, dove affrontò il martirio.
Fu arrestata e portata davanti a Quinziano, Pretore di Catania, che la condannò alla tortura e alla prigionia.
La cripta di Sant'Agata è una basilica sotterranea, venerata dai maltesi fin dai primi secoli. Al tempo del soggiorno di Sant'Agata, la cripta era una piccola grotta naturale che più tardi, durante il IV o V secolo, fu ingrandita ed abbellita.

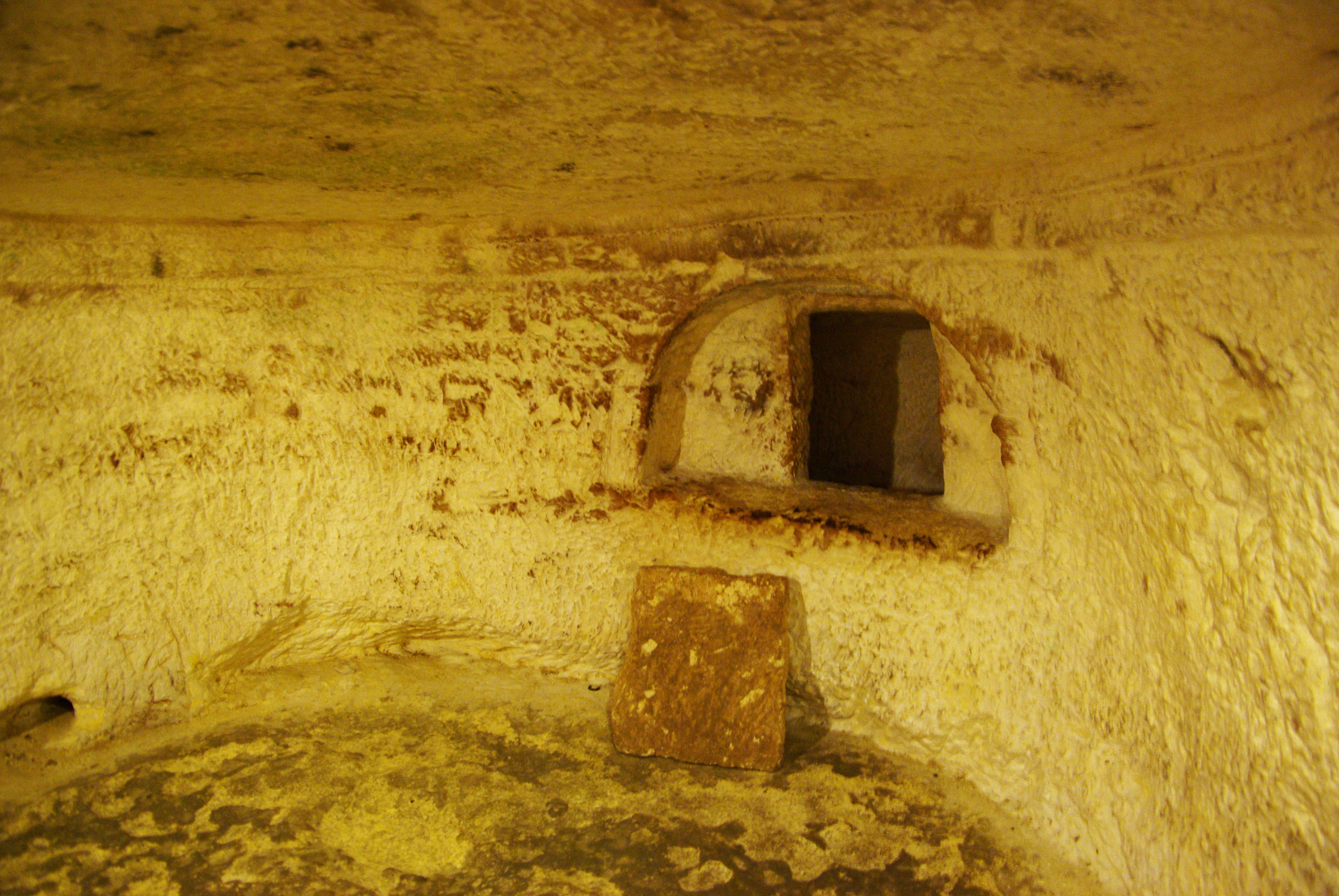
Uno dei due tumuli della catacomba di Malta.

Ancora dopo l'epoca della riforma, Agata fu mantenuta nel calendario liturgico protestante come risulta dal Book of Common Prayer, che è il riferimento per la Chiesa d'Inghilterra e per le Comunioni Anglicane. La ricorrenza di Sant'Agata è il 5 febbraio. Molte chiese parrocchiali della Chiesa dell'Inghilterra sono a lei dedicate.
Agata, assieme a santa Cristina, santa Ninfa e sant'Oliva, è una delle quattro sante protettrici della Città Felicissima ossia Palermo, «caput regni et sedis regis» della Sicilia (Santa Rosalia nascerà nel XII secolo). La sua statua è presente nell'ordine superiore della facciata est dei Quattro Canti di Città, a protezione del quartiere Tribunali (generalmente noto come Kalsa).
La festa di Sant'Agata ricorre il 5 febbraio anche per la Chiesa cattolica e per la Chiesa ortodossa.
La devozione a Sant'Agata è documentata in una copia del Martirologio geronimiano autenticamente attribuita al santo e nel Calendario dell'antica Cartagine (Sinassario) del 530 d.C. circa..

In letteratura si trovano anche: l'inno di un autore anonimo tramandato dall'opera di papa Damaso I (366-384 d.C.), due componimenti poetici di Venanzio Fortunato (VI secolo, «Carme VIII». Sulla Verginità), è dipinta nelle processioni dei santi raffigurate nella Basilica di Sant'Apollinare in Classe a Ravenna.

Alcuni panegirici furono composti in suo onore da Isidoro di Siviglia (VI sec.), Aldelmo di Malmesbury (VII sec.), e dal patriarca Metodio I.

### Reliquie

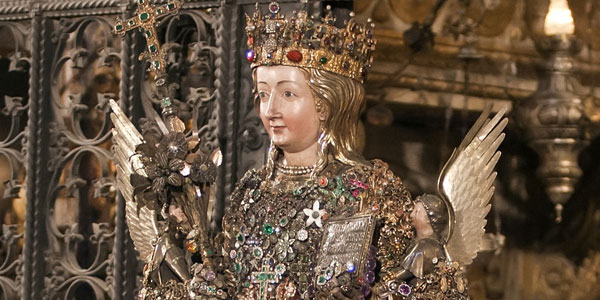
Il busto reliquiario di sant'Agata, opera del senese Giovanni di Bartolo del 1376.

Nel 1040 il generale bizantino Giorgio Maniace trafugò le reliquie della Santa per portarle a Costantinopoli. Nel 1126 due soldati, che erano stati in precedenza in servizio nell'esercito bizantino, Gisliberto (secondo i documenti chiamato anche Gilberto o Giliberto) e Goselmo (uno di origine francese e l'altro salentino di Gallipoli), rubarono i resti della martire per restituirle al Vescovo di Catania Maurizio. La consegna avvenne nel Castello di Aci, l'odierna Aci Castello. 
L'8 agosto 1126 la nave approdò sulle coste di Gallipoli e Goselmo, come segno di riconoscimento per l’ospitalità ricevuta da parte della sua città natìa, volle lasciare sul litorale una delle reliquie più insigni della Santa, ovvero una delle due mammelle. Oggi si conserva nella Basilica di Santa Caterina d'Alessandria di Galatina perché rubata nel 1389, dalla Basilica concattedrale di Sant'Agata di Gallipoli da Raimondello Orsini del Balzo.
Secondo il vescovo Maurizio di Catania, Gilberto, che all'epoca era al servizio dell'imperatore Giovanni II Comneno (1118 – 1143), decise di intraprendere tale missione dopo aver ricevuto una visione della Santa. Giovanni II tentò di arrestare invano Gisliberto e Goselmo, poiché gli parve un "cattivo presagio" al destino dell'Impero. Al vescovo Maurizio, Dio avrebbe mostrato il suo favore per i Normanni che all'epoca dominavano in Sicilia a scapito dell'ultima dominazione cristiana della Sicilia, l'Impero bizantino.
Il 17 agosto 1126, le reliquie rientrarono nel Duomo di Catania. Questi resti sono oggi conservati in parte all'interno del prezioso busto in argento (parte del cranio, del torace e alcuni organi interni), opera del 1376 dell'orafo senese Giovanni di Bartolo e in parte dentro a reliquiari posti in un grande scrigno, anch'esso d'argento (braccia e mani, femori, gambe e piedi, la mammella e il velo), opera del catanese Vincenzo Archifel.
Altre reliquie della Santa, come ad esempio piccoli frammenti di velo e singole ossa, sono custodite in chiese e monasteri di varie città italiane ed estere. Un braccio è custodito nella Cattedrale di Palermo.
Sulla storia delle traslazioni vari studiosi se ne sono occupati in passato (Gaetani, De Grossis, Carrera, l'abate Amico, Scalia) e sembrano unanimemente concordare circa la veridicità storica della traslazione e sull'autenticità della "Lettera" del vescovo Maurizio. Recenti studi hanno fatto nuova luce sui documenti. Da ricordare pure una storia manoscritta in lingua siciliana del '500.

#### La diatriba della reliquia tra Gallipoli e Galatina
Fra tutte le città italiane di cui Sant'Agata è Patrona, Gallipoli (Diocesi di Nardò-Gallipoli) e Galatina (Arcidiocesi di Otranto), in Puglia, sono coinvolte in una singolare contesa che vede come protagonista una presunta reliquia di Sant'Agata, una mammella.
Una leggenda diffusa in Puglia spiegherebbe con un miracolo la presenza della reliquia a Gallipoli. Si dice che l'8 agosto 1126, Goselmo e Gilisberto fecero tappa a Gallipoli (città natale di Goselmo) e come segno di ringraziamento per la calorosa accoglienza ricevuta, lasciarono una mammella della Santa sulla spiaggia. Sant’Agata apparve in sogno a una donna che si era addormentata dopo aver lavato i panni su una spiaggia in località “Cotriero” a Gallipoli e l'avvertì che il suo bambino stringeva qualcosa tra le labbra: era la mammella della Santa. La donna si svegliò e ne ebbe conferma, ma non riuscì a convincerlo ad aprire la bocca. Tentò a lungo: poi, in preda alla disperazione, si rivolse al Vescovo, che celermente giunse nella spiaggia insieme ad altri ecclesiastici. Il prelato recitò la solenne Litanie in onore di tutti i santi, e soltanto quando pronunciò il nome di Agata il bimbo aprì la bocca. Da essa venne fuori una mammella, attribuita ad Agata. Da quel momento, la “città bella”, elevò la Martire a sua inclita Patrona, dedicandole la cattedrale, fino ad allora intitolata a San Giovanni Crisostomo.
La reliquia rimase a Gallipoli, nella Basilica concattedrale di Sant'Agata, dal 1126 al 1389, fino a quando il principe Raimondello Orsini Del Balzo la trasferì a Galatina, dove fece costruire la chiesa di Santa Caterina d'Alessandria d'Egitto, nella quale è ancora oggi custodita presso un convento di frati francescani. Secondo il vescovo gallipolino Montoya de Cardona la reliquia fu trafugata dagli abitanti di Galatina "ex auctoritate" e disse che fu "rubata furtivamente e all'insaputa dell'Università gallipolitana". Numerosi sono stati i tentativi dei gallipolini di riportare nella Concattedrale di Sant'Agata la reliquia, a partire dal Vescovo Gaetano Muller, il quale scrisse una lettera al Cardinale prefetto dell'epoca, fino ad arrivare ad Achille Starace, segretario del Partito Nazionale Fascista. Inoltre sono state scritte delle lettere per sollecitare il vescovo di Otranto (da cui dipende Galatina), Mons. Donato Negro, a restituire la reliquia tenuta a Galatina.

#### Il velo
Il velo di Sant'Agata è una reliquia conservata nella Cattedrale di Catania in uno scrigno d'argento insieme ad altre reliquie della giovane. Secondo una leggenda il velo fu usato da una donna per coprire la Santa durante il martirio con i carboni ardenti. Nei fatti il cosiddetto "velo" di colore rosso faceva parte del vestimento con cui Agata si presentò al giudizio, essendo questo, indossato su una tunica bianca, l'abito delle diaconesse consacrate a Dio. Secondo un'altra leggenda il velo era bianco e diventò rosso al contatto col fuoco della brace.
Nel corso dei secoli, venne più volte portato in processione come estremo rimedio per fermare la lava dell'Etna.

### I miracoli
Molti sono i miracoli attribuiti a Sant'Agata nel corso dei secoli:
- Appena un anno dopo la sua morte, nel 252, Catania venne colpita da una grave eruzione dell'Etna. L'eruzione ebbe inizio il giorno 1º febbraio e aveva già distrutto alcuni villaggi alla periferia di Catania. Il popolo andò in cattedrale e, preso il velo di Sant'Agata, lo portò in processione nei pressi della colata. Questa, secondo la tradizione, si arrestò dopo breve tempo. Era il giorno 5 febbraio, la data del martirio della vergine catanese.
- Santa Lucia, di Siracusa, quasi coetanea di Agata, andò con la madre gravemente ammalata a pregare sulla tomba di Agata per implorarne la guarigione. Narra la leggenda che Lucia, mentre pregava, ebbe una visione nella quale Sant'Agata le disse «perché sei venuta qui quando ciò che mi chiedi puoi farlo anche tu? Così come Catania è protetta da me, la tua Siracusa lo sarà da te.» La madre di Lucia guarì, e la giovane dopo poco venne martirizzata.
- Nel 1169 Catania fu scossa da un disastroso terremoto nel giorno 4 febbraio alle ore 21 quando molti cittadini catanesi erano radunati nella cattedrale per pregare in onore della Santa. Nel crollo della cattedrale morirono il vescovo Giovanni Aiello e 44 monaci, oltre a un numero imprecisato di fedeli. Nei giorni seguenti altre scosse di terremoto e maremoto imperversarono sulla città. La tradizione vuole che il terremoto sia cessato soltanto quando i cittadini presero il velo della Santa e lo portarono in processione.
- Secondo le leggende più di quindici volte, dal 252 al 1886, Catania è stata salvata dalla distruzione da parte della lava, ed è poi stata preservata nel 535 dagli Ostrogoti, nel 1231 dall'ira di Federico Il, e nel 1575 e nel 1743 dalla peste.

#### La liberazione dall'eccidio
Il 25 luglio 1127 i Mori presero d'assedio le coste siciliane. Dove approdavano erano stragi, massacri e rapine. Quando stavano per assalire la costa catanese, gli abitanti della città ricorsero all'intercessione di Sant'Agata e, secondo la leggenda, la grazia non tardò: Catania fu risparmiata da quel flagello.
Nel 1231 Federico II di Svevia era giunto in Sicilia per assoggettarla. Molte città si ammutinarono e Catania fu tra queste. Federico II furente ne ordinò la distruzione, ma i catanesi ottennero che, prima dell'esecuzione di quello sterminio, in cattedrale venisse celebrata l'ultima messa, alla quale presenziò lo stesso Federico II. Fu durante quella funzione che il re svevo, sulle pagine del suo breviario, lesse una frase, comparsa miracolosamente, che gli suonò come un pericoloso avvertimento: Noli offendere Patriam Agathae quia ultrix iniuriarum est.
Immediatamente abbandonò il progetto di distruzione, revocò l'editto e si accontentò soltanto che il popolo passasse sotto due spade incrociate, pendenti da un arco eretto in mezzo alla città. A Federico bastò un atto di sottomissione e lasciò incolumi i cittadini e Catania, salvata per l'intercessione della Madonna delle Grazie e di Sant'Agata.
La città tradizionalmente ricorda questo evento con un bassorilievo di marmo che si trova oggi all'ingresso del Palazzo comunale e raffigura Agata, seduta su un trono come una vera regina, che calpesta il volto barbuto di Federico II di Svevia.

#### La lava e i terremoti
Nel 1169 un terremoto fece da preludio a una tremenda eruzione. Un fiume di lava, scorrendo per i pendii dell'Etna e allargandosi per le campagne, distruggeva ogni cosa al suo passare e avanzava inarrestabile verso la città. Ma, come era avvenuto un anno dopo la morte di Sant'Agata, una processione col sacro velo bloccò il fiume di lava. Miracoli simili i catanesi li ottennero anche nel 1329, nel 1381, nel 1408, nel 1444, nel 1536, nel 1567 e nel 1635.
Ma l'eruzione più disastrosa avvenne nel 1669: una serie di bocche si aprirono lungo i fianchi del vulcano, che eruttò lava e lapilli per sessantotto giorni. La lava distrusse molti centri abitati e giunse fino in città, circondando il fossato del Castello Ursino. Nella sacrestia della cattedrale un affresco, realizzato dieci anni dopo l'eruzione da chi aveva vissuto in prima persona quei tragici momenti, descrive le scene quasi apocalittiche di quella distruzione.
Quando il magma era giunto a una distanza di trecento metri dal duomo, miracolosamente scansò i luoghi in cui Sant'Agata era stata imprigionata, aveva subito il martirio e dove poi era stata sepolta, per andare a scaricarsi in mare e proseguire per più di tre chilometri. Sembrò chiara la volontà della Santa catanese di salvare i luoghi che appartenevano alla sua storia e al suo culto. A quella terribile eruzione è legato anche un altro evento prodigioso: un affresco, che raffigurava Sant'Agata in carcere, e che si trovava in un'edicola fuori le mura della città, fu trasportato intatto dal fiume di lava per centinaia di metri. Ora quel dipinto si trova sull'altare maggiore della chiesa di Sant'Agata alle Sciare, a Catania. Dono di ringraziamento per aver salvato la città dalla distruzione è la grande lampada votiva d'argento che si trova al centro della cappella di Sant'Agata nella cattedrale e che Carlo II di Spagna volle offrire alla patrona della città.
Nel 1693 un violento terremoto fece tremare Catania. Ci furono diciottomila morti. Nessuno dei novemila superstiti dopo la catastrofe voleva più ritornare in città. Catania sarebbe diventata una città fantasma se un delegato del Vescovo, in processione con le reliquie di Sant'Agata, non avesse supplicato il popolo a rimanere e a ricostruire la città.
Nel 1886 una bocca eruttiva si era aperta a Nicolosi, un centro abitato alle pendici dell'Etna. Il beato cardinale Dusmet, il 24 maggio, portò in processione il velo di Sant'Agata e, benché la processione si fosse fermata in un tratto in discesa, il magma lavico si arrestò immediatamente. In quel punto, in memoria dello straordinario miracolo, sorge ora un piccolo altare.

#### La peste

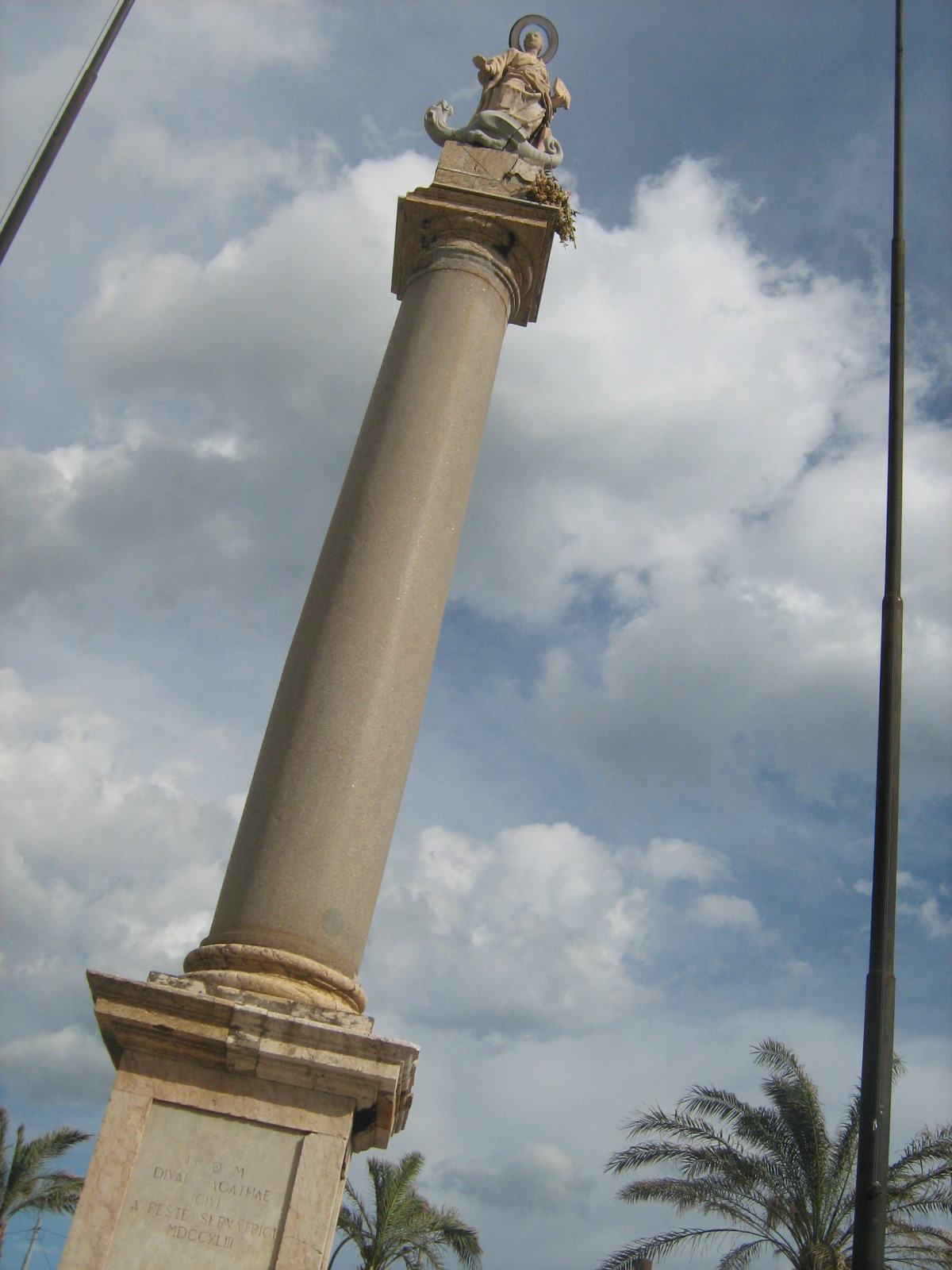
La colonna eretta in onore a S. Agata per lo scampato pericolo.

In più occasioni a Sant'Agata è stata riconosciuto un intervento sulla città anche a protezione dalle epidemie. Nel 1576, quando la peste cominciò a diffondersi poco lontano da Catania, il senato pensò di ricorrere all'intercessione della patrona. Le reliquie furono portate in processione lungo le vie della città e, una volta giunte accanto agli ospedali dove erano ricoverati gli appestati, essi guarirono e nessuno fu più contagiato.
Nel 1743 una seconda ondata di peste stava per diffondersi da Messina anche a Catania. Le reliquie furono portate in processione e la peste cessò. In ricordo di questo prodigio, fu eretta nell'attuale piazza dei Martiri, una colonna romana (proveniente dal Teatro romano) sormontata da una effigie di Sant'Agata che schiaccia la testa di un mostro, simbolo della peste.

### La Festa di Sant'Agata

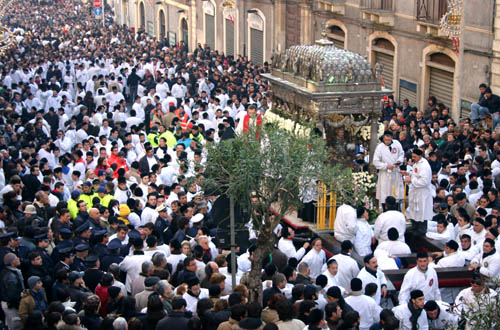
Processione delle reliquie di sant'Agata.

Dal 3 al 5 febbraio, Catania dedica alla Santa una grande festa, misto di fede e folklore. Purtroppo La Festa di Sant'Agata e' stata anche oggetto di indagini dalla Procura di Catania per ”Provate infiltrazioni mafiose”. 
Secondo la tradizione, alla notizia del rientro delle reliquie della Santa nel 1126, il vescovo uscì in processione per la città a piedi scalzi con le vesti da notte, seguito dal clero, dai nobili e dal popolo. 
Controversa è l'origine del tradizionale abito che i devoti indossano nei giorni dei festeggiamenti, il Sacco agatino: camici e guanti bianchi con in testa una papalina nera. Una radicata leggenda popolare vuole siano legati al fatto che i cittadini catanesi, svegliati in piena notte dal suono delle campane al rientro delle reliquie in città, si riversarono nelle strade in camicia da notte; la leggenda risulta essere priva di fondamento poiché l'uso della camicia da notte risale al XIV secolo mentre la traslazione delle reliquie avvenne nel XII. Il Ciaceri, insigne studioso dei culti e del folclore di Sicilia, afferma che l'abito bianco sia una eredità del precedente culto della dea Iside, come la barca - oggi non più in uso - che anticipava il simulacro della dea.
Ma la tradizione storica più affermata (tra cui, in ordine lessicografico: Amico, Carrera, Dandolo, De Grossis, Fazello, Gaetani, Maurolico, Pirri, ecc.) indica che l'abito votivo altro non è che un saio penitenziale o cilicio o tunica, in ogni caso bianco per indicare la purezza, indossato dai catanesi il 17 agosto quando i due soldati, il francese Gilberto e il calabrese Goselmo, riportarono le reliquie a Catania da Costantinopoli.
Altri elementi caratteristici della festa sono il fercolo d'argento dove vengono poste le reliquie della Santa posto a sua volta su un carro o Vara anticamente senza ruote avendo nella sua parte inferiore 4 mezzelune metalliche che ne consentivano il trascinamento sul basolato lavico di cui le strade del centro storico sono costituite. In tempi recenti all’interno di tali mezzelune sono state poste delle ruote gommate con freni idraulici che ne garantiscono la sicurezza ma, comunque non esiste sistema di virata al punto che nelle curve a gomito la struttura deve essere sollevata da dei martinetti per consentirne il cambio di direzione. Nella processione di giorno 4 esso è adornato con garofani rosa (simboli del sangue e dunque del martirio subito dalla santa), mentre in quella di giorno 5 è addobbato con garofani bianchi (simboli di purezza, castità e di fede al Signore). Legati al veicolo due cordoni di oltre 100 metri cui si aggrappano centinaia di “Devoti” (con il Sacco agatino ossia la suddetta tunica bianca stretta da un cordone, cuffia o papalina nera, fazzoletto e guanti bianchi) che fino al 6 febbraio tirano instancabilmente il carro. La Vara viene portata in processione preceduta dalle candelore o cannalori, oggi in numero di quindici tra quelle “storiche” e quelle aggiunte e dedicate in tempi recenti, appartenenti ciascuna ad un'altra corporazione degli artigiani cittadini o simboleggianti le offerte alcuni quartieri catanesi (“la Rena” o “villaggio Sant’Agata”) o della associazione dei devoti (il Circolo Sant’Agata). Tutto avviene fra ali di folla che agita bianchi fazzoletti e grida Cittadini, cittadini, semu tutti devoti tutti. È considerata tra le tre principali feste cattoliche a livello mondiale per affluenza. Nel XIV secolo Sant'Agata è stata eletta compatrona della città di Pistoia, in quanto il 5 febbraio 1312 venne firmata la pace tra i pistoiesi e i fiorentini. La reliquia di Sant'Agata vergine e martire, venerata in Cattedrale, fu donata dal Cardinale Antonio Pucci, già vescovo di Pistoia.

### Patronati
Sant'Agata è la patrona per:
- Tutti i martiri, donne vittime di violenza sessuale, vittime di tortura, gli uomini di legge non sposati;
- Donne con il tumore al seno, badanti;
- Contro il fuoco, terremoti, disastri naturali, eruzioni vulcaniche, le eruzioni del vulcano Etna;
- Gioiellieri, panettieri e fonditori di campane.
- Spagna, Sicilia, Malta, San Marino.

Il suo culto è strettamente legato alla Preghiera a San Michele Arcangelo.
Inoltre è patrona di diversi comuni italiani:
- Alì (ME)
- Asciano (SI)
- Basiglio (MI)
- Besenello (TN)
- Bulgarograsso (CO) compatrona
- Campogialli (AR)
- Capua (CE) compatrona
- Catania
- Cineto Romano (RM)
- Commezzadura (TN)
- Faedo (TN)
- Filogaso (VV)
- Fossalunga (TV)
- Gallipoli (LE) Patrona principale insieme a San Sebastiano
- Guardabosone (VC)

- Marcignago (PV)
- Martinengo (BG)
- Moltrasio(CO) compatrona
- Montiano (FC)
- Monticello Brianza (LC)
- Moransengo (AT)
- Ornago (MB)
- Oviglio (AL)
- Palermo compatrona
- Polazzo (GO)
- Pontestura (AL)
- Prossedi (LT)
- Radicofani (SI)
- Sant'Agata Bolognese (BO)
- Sant'Agata del Bianco (RC)
- Sant'Agata de' Goti (BN)

- Sant'Agata di Puglia (FG)
- Sant'Agata Feltria (RN)
- Sant'Agata Fossili (AL)
- Sant'Agata Irpina (AV)
- Sant'Agata sul Santerno (RA)
- Sant'Agata di Esaro (CS)
- Santhià (VC)
- Sfruz (TN)
- Tezze di Arzignano (VI)
- Tovo di Sant'Agata (SO)
- Trescore Cremasco (CR)
- Tremenico (LC)
- Venaus (TO) compatrona
- Viarigi (AT)

È anche patrona in diverse località non italiane, tra cui:
- La Repubblica di San Marino dove è compatrona
- In Belgio: Berchem-Sainte-Agathe
- In Francia: Le Fournet - Saint-Pierre-d'Albigny in Savoia - Maillane in Provenza - Gundolsheim - Montchavin-Les-Coches - La Plaine-des-Palmistes nell'Isola de La Réunion - Blanzay - Sulignat - Rumilly
- In Malta: Mdina
- Nei Paesi Bassi: Beverwijk e Leidschendam
- In Spagna: Sorihuela del Guadalimar - Alsasua in Navarra - Castrejón de la Peña - Pinarejo - Peñalba de San Esteban - Baracaldo e Castrejana in Biscaglia - Villalba del Alcor e Gorbea (Paesi Baschi) - Echo in Aragona - Veganzones - Jérica - Xilxes - Lagata - Benicàssim - Sencelles - Zaidìn - Catral - Torres de Berrellén - El Molar
- In Germania: Aschaffenburg - Agathaberg
- In Canada: Sainte-Agathe-des-Monts
- In Brasile: Città di Pesqueira e Cattedrale della Diocese de Pesqueira

### Chiese catanesi dedicate a Sant'Agata
Il Capoluogo Etneo, patria della Santa, detiene il numero maggiore di chiese dedicate alla Martire Catanese. Esse conservano i ricordi e le sacre Reliquie legate alle vicende del martirio, e dei miracoli operati per sua intercessione:
- Cattedrale di Sant'Agata: vi si conservano le Sacre Reliquie nel prezioso Busto reliquiario e nello Scrigno. Il nuovo Duomo fu innalzato dai Normanni nel 1091 e fu dedicato, eccezionalmente, alla Martire Agata. Il transetto e le tre absidi, tra cui la Cappella di Sant'Agata, resistettero al terremoto del 1693. L'odierna architettura della Cattedrale è opera del 1709, ideata da Girolamo Palazzotto. La grandiosa facciata fu ideata da Giovanni Battista Vaccarini e realizzata dal 1733 al 1761.
- Sant'Agata la Vetere: l'antica cattedrale catanese che detiene il primato del più antico luogo di culto dedicato alla martire catanese, essendo stato eretto nel 264 d. C. per conservarne il sepolcro. L'attuale chiesa risale ai primi del XVIII secolo. All'interno si conserva il "Sepolcro di Sant'Agata", urna del II secolo, in cui vennero conservate le reliquie fino al 1040, anno in cui vennero trasferite a Costantinopoli. Degni di nota i monumenti marmorei che ricordano il supplizio delle mammelle, e la Tavoletta angelica[44].
- Badia di Sant'Agata: costruita nello stesso sito dove era posta un'antica chiesa, attaccata a un Monastero di suore, fondato nel 1620 da Erasmo e Isabella Cicala[45], fu poi ricostruita dopo il terremoto del 1693; è considerata uno dei capolavori barocchi del Vaccarini, realizzata nel 1767 per la grande badia Benedettina. Fra l'altro, l'architetto, nel realizzare quest'opera, rinunciò ai dovuti pagamenti[46], forse perché – secondo il commento di Golzio – egli fu «pago dell'opera finalmente compiuta, alla quale aveva lavorato per trentadue anni»[47]; un atteggiamento forse di soddisfazione, di devozione e di speranza da fedele cristiano, verso la Gloriosa Vergine e Martire Sant'Agata.
- Sant'Agata alla Fornace: detta della Carcaredda (fornace in siciliano), fu edificata la prima volta nel 1098, fu riedificata in seguito dal vescovo Andrea Riggio dopo il terremoto del 1693, sui resti di una cappella che proteggeva il luogo in cui Sant'Agata subì l'ultimo supplizio, la fornace.
- Sant'Agata al Carcere: racchiude la reliquia più importante legata alle vicende umane e al martirio della Santa: il carcere dove fu rinchiusa e dove spirò. Fin dai primi secoli questo luogo fu oggetto di culto e venerazione. La chiesa attuale fu in parte edificata dopo il terremoto del 1693. Interessante il portale romanico della facciata. L'interno della chiesa custodisce anche una tavola del XVI secolo, del pittore Bernardinus Niger Grecus, rappresentante il Martirio di Sant'Agata. Preziose reliquie sono anche le "impronte dei piedi" che, secondo la tradizione, la Santa avrebbe lasciate sulla pietra lavica prima di essere incarcerata, dopo l'impronta lasciata all'inizio del cammino al termine del soggiorno palermitano, ricondotta in patria per il suo processo.
- Sant'Agata al Borgo: fu completata nel 1680 dai profughi dei casali etnei che si insediarono nella parte a nord della città, in quello che è diventato il quartiere Borgo, e che si affidarono alla protezione della Martire; fu rasa al suolo nel terremoto del 1693 ma venne comunque subito ricostruita.
- Sant'Agata alle Sciare: conserva un dipinto che, secondo la tradizione, era posto sulle mura della città, e, quando queste furono travolte dal magma del 1669, galleggiò sulla lava incandescente, fino al punto in cui sorge la chiesa.
- Sant'Agata al Conservatorio delle Verginelle: risalente al 1586 e ricostruita nel XVIII secolo dal principe Asmundo di Gisira, è annessa all'ospizio omonimo, a conferma della priorità e importanza che si poneva nelle opere di assistenza e carità.

## Iconografia

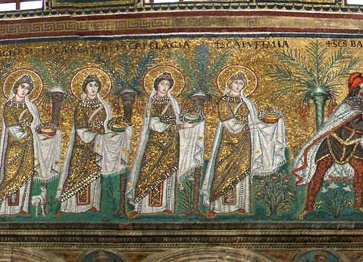
Ravenna, Basilica di Sant'Apollinare nuovo, Processione delle Vergini[48].
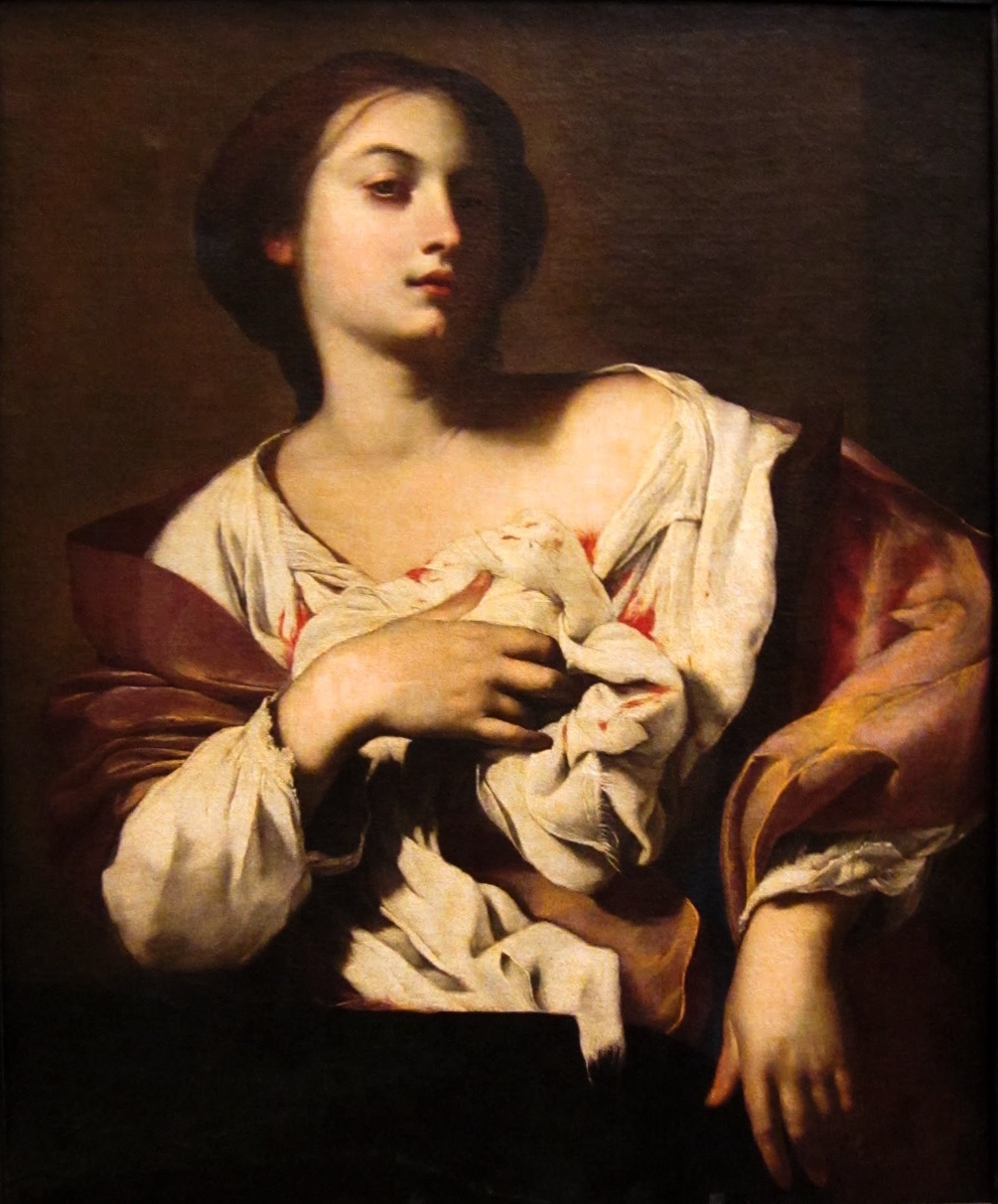
Sant'Agata, Francesco Guarini
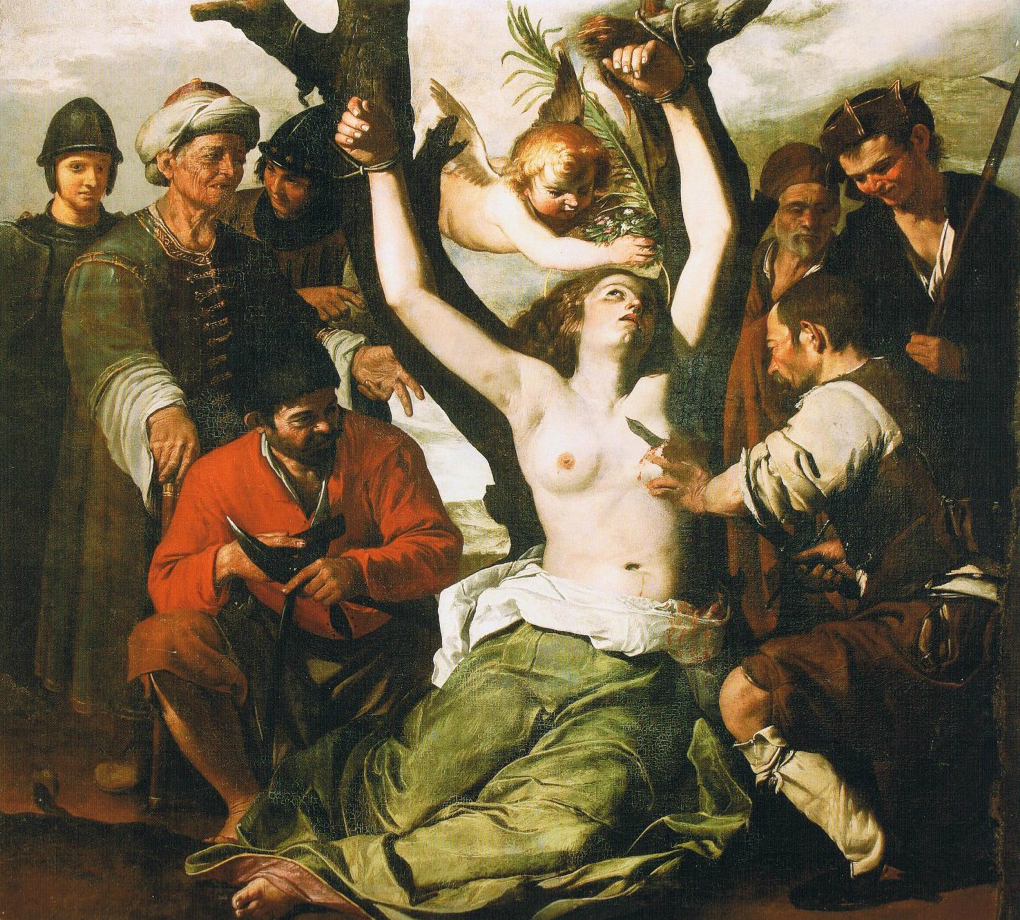
Martirio di sant'Agata (taglio dei seni) - Chiesa parrocchiale di Sant'Agata Irpina
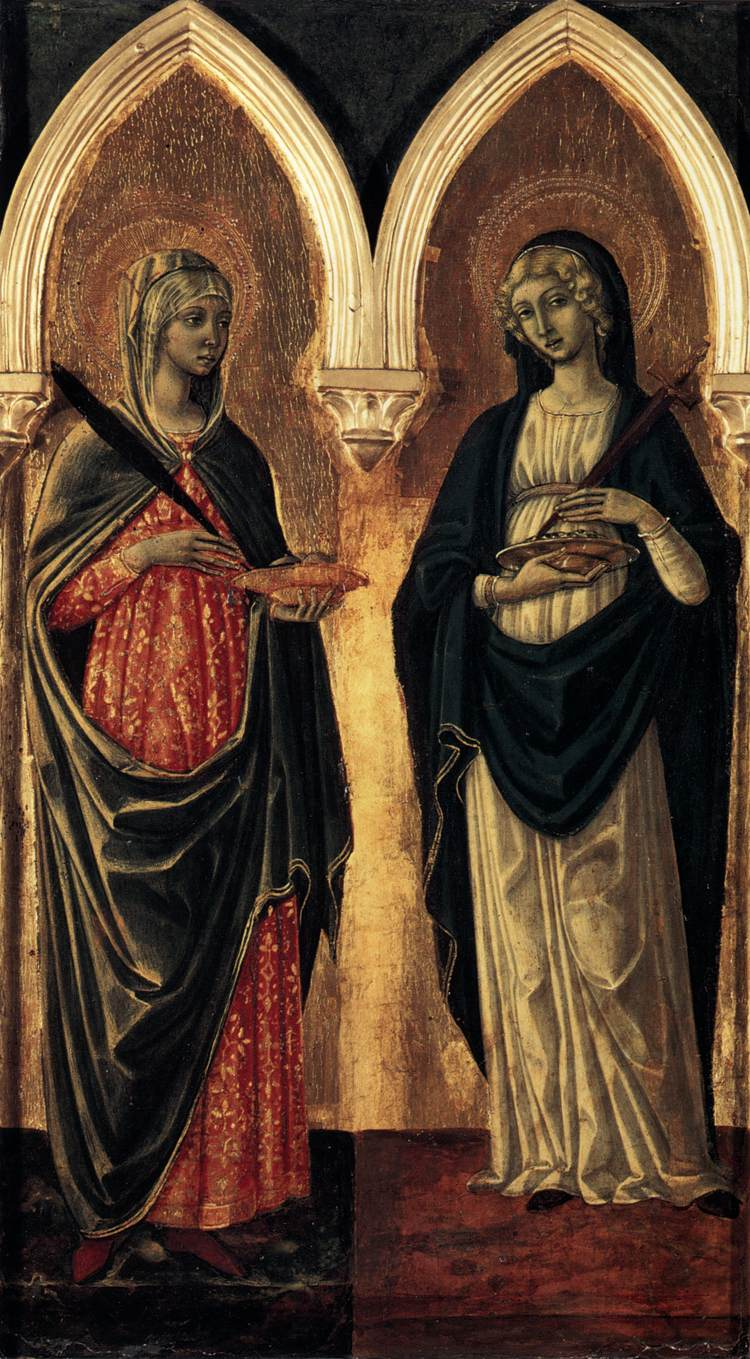
Sant'Agata e santa Lucia, Guidoccio Cozzarelli.
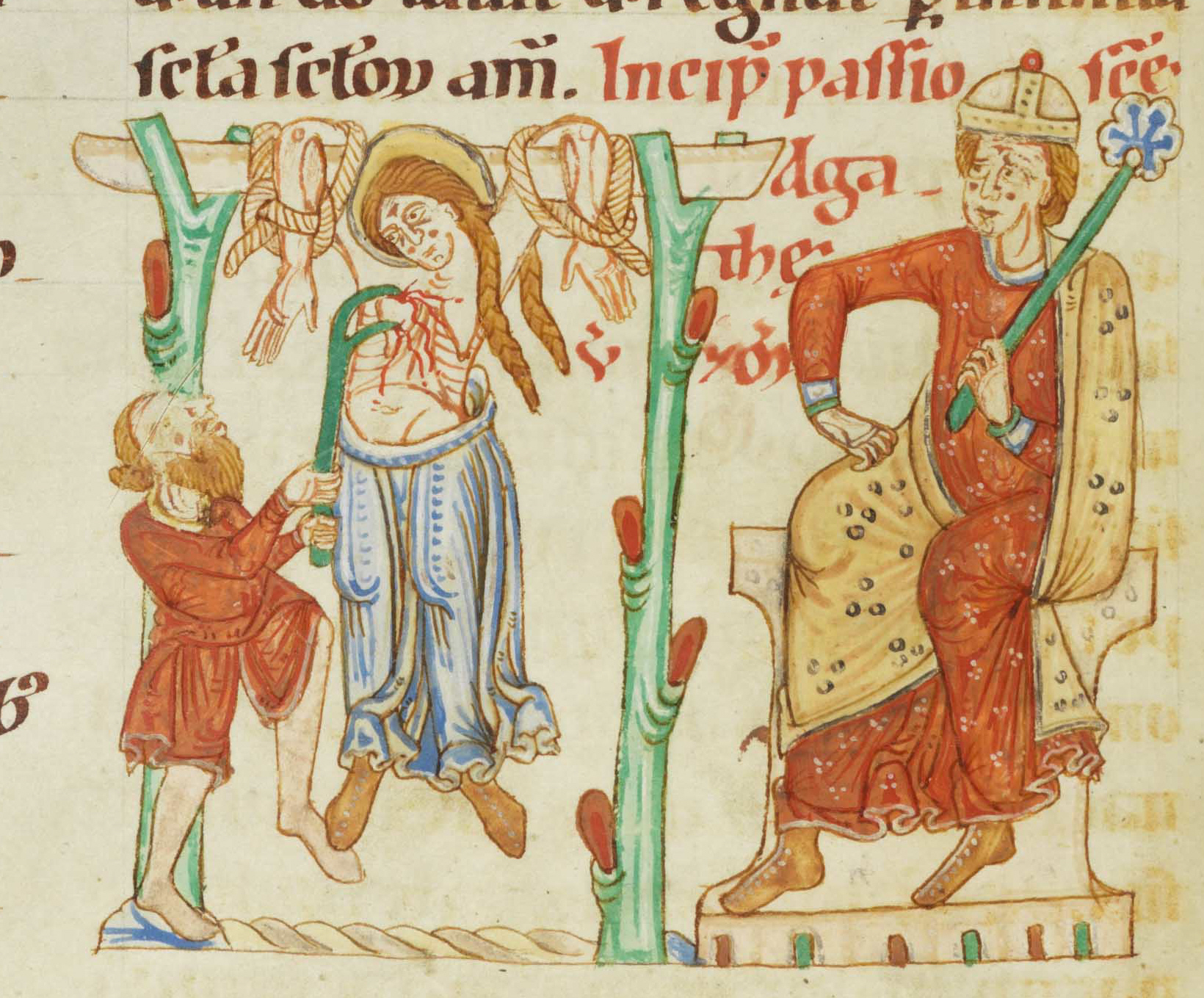
Martirio di sant'Agata, miniatura dal Codice Bodmer 127.
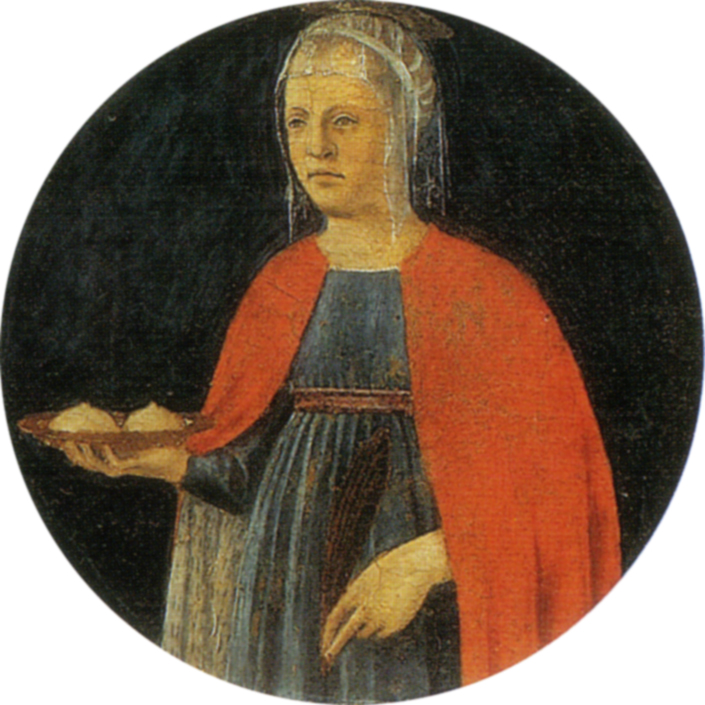
Piero della Francesca, Sant'Agata.
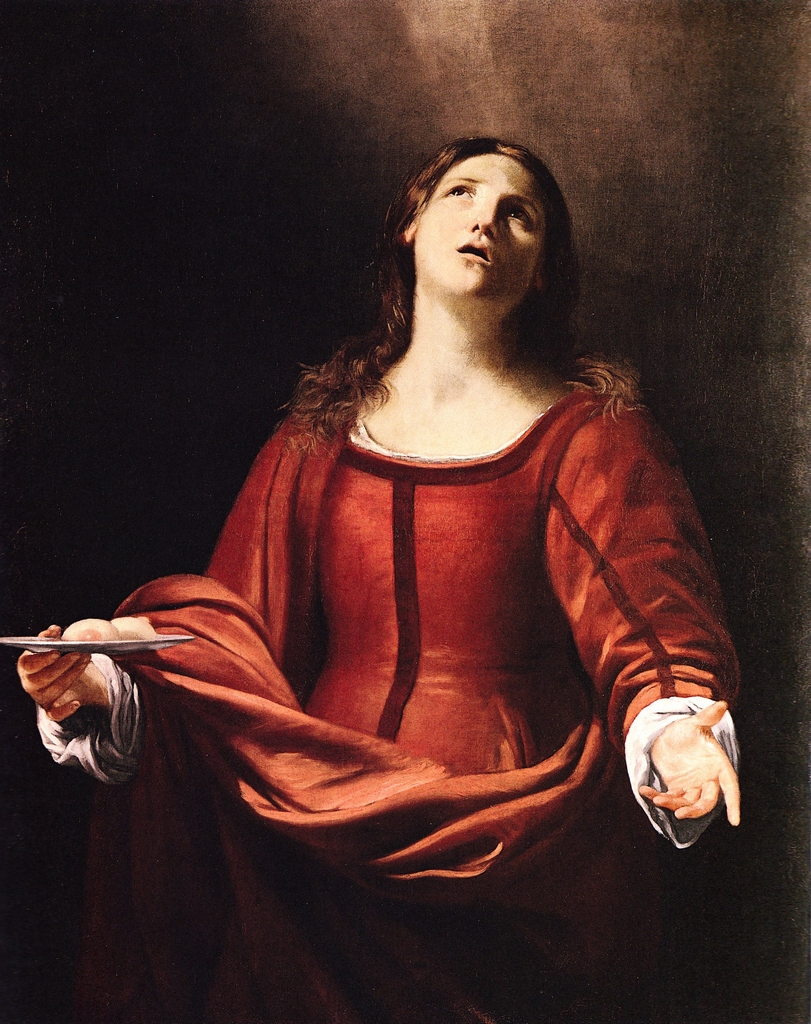
Sant'Agata, Guido Cagnacci.
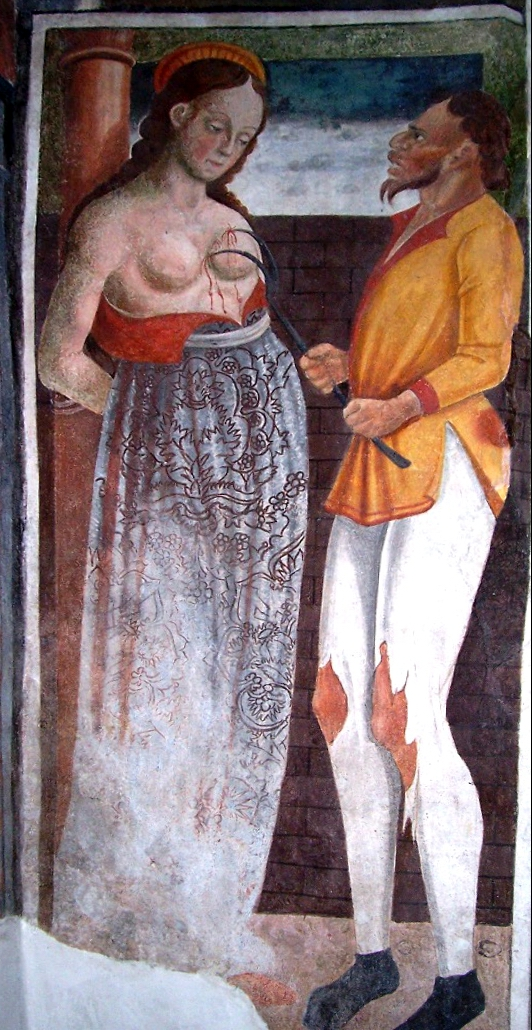
Martirio di Sant'Agata (Giovan Pietro da Cemmo & aiuti), chiesa di Santa Maria ad Esine (ca. 1491).
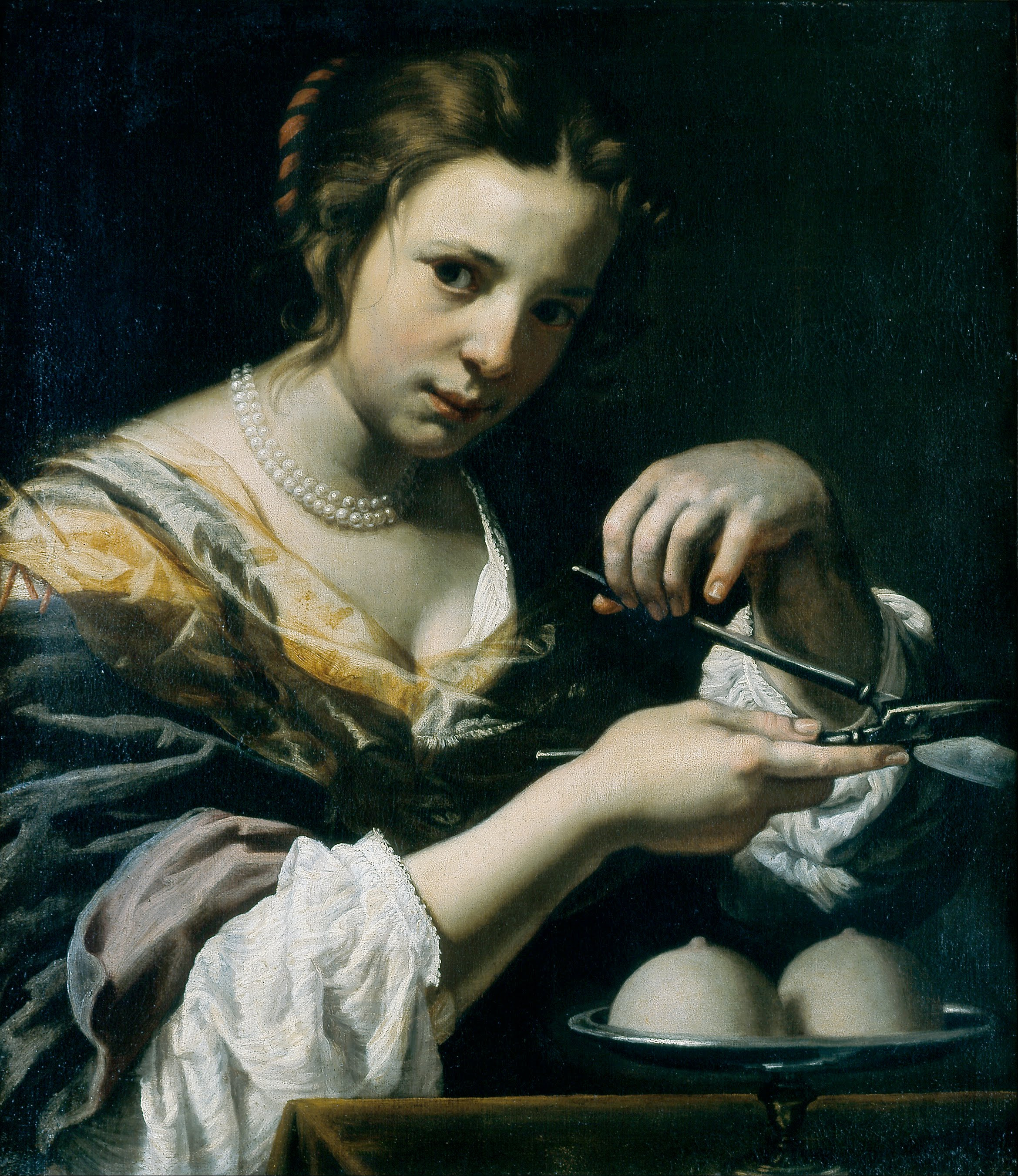
Sant'Agata, Lorenzo Lippi.
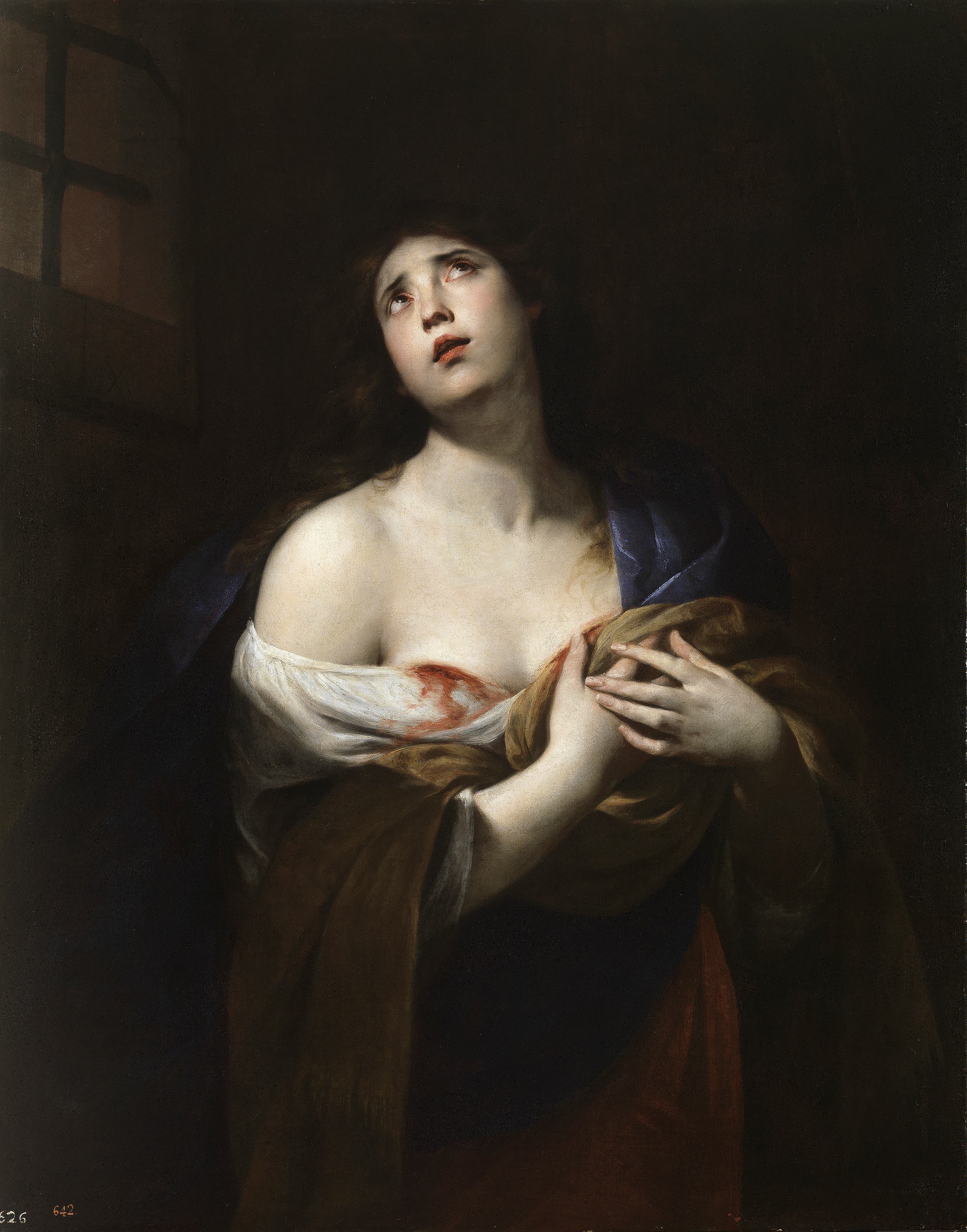
Sant'Agata, Andrea Vaccaro.
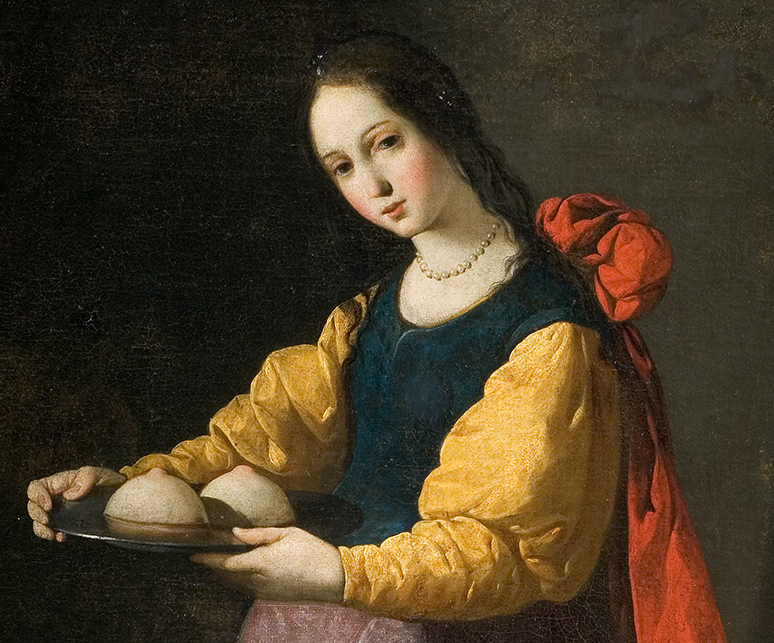
Francisco de Zurbarán, Santa Águeda.
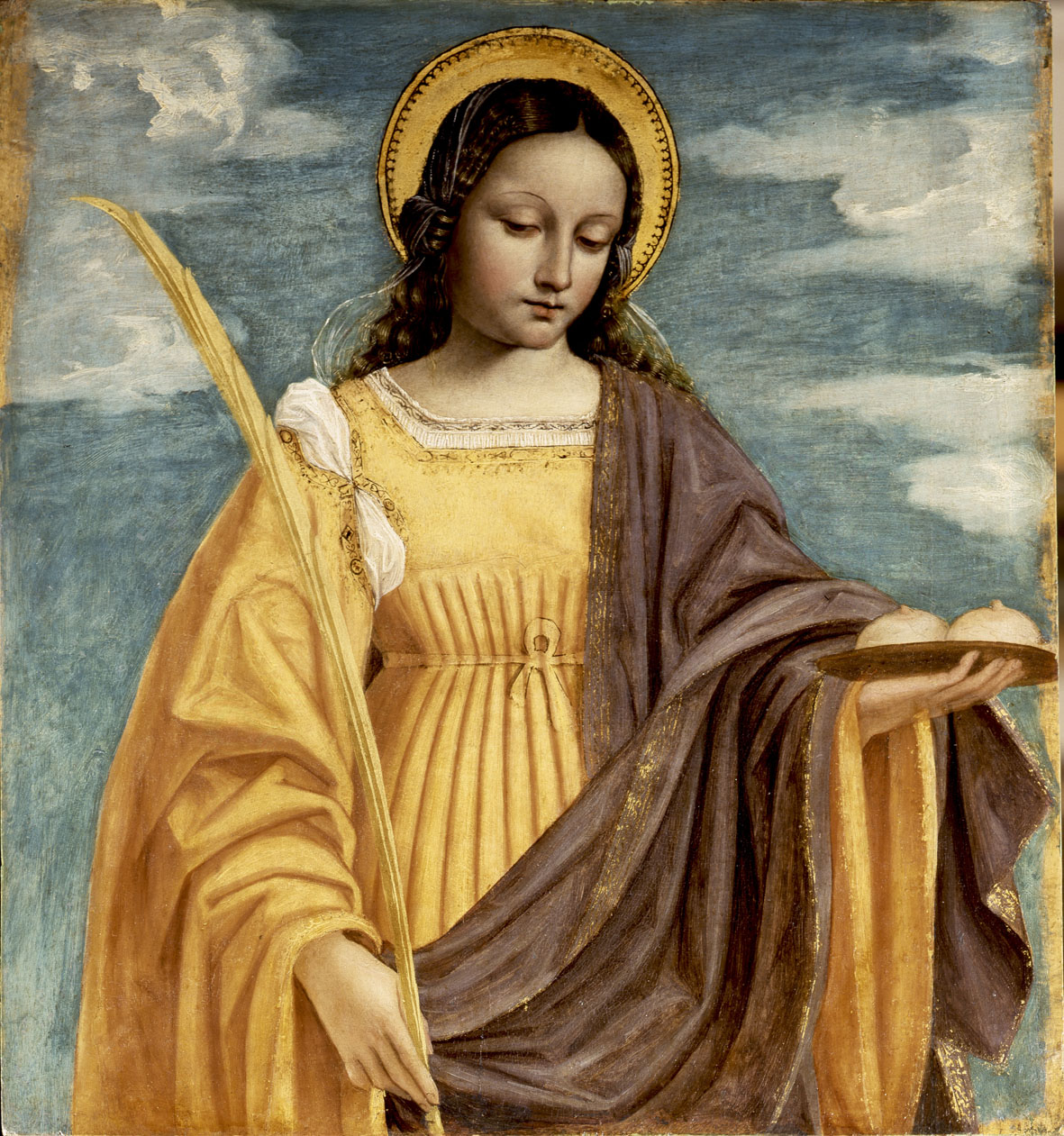
Sant'Agata dipinto del Bergognone, (1510). Accademia Carrara, Bergamo.
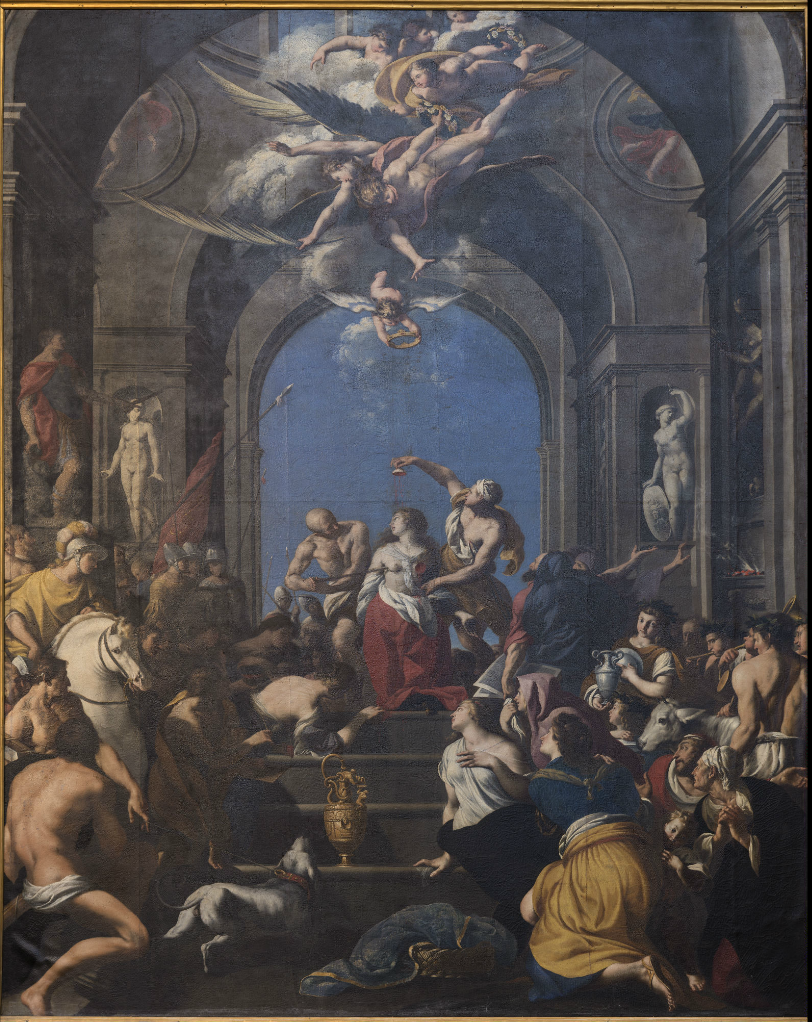
Giovanni Andrea Coppola, Sant'Agata, Basilica Pontificia Cattedrale di Gallipoli.
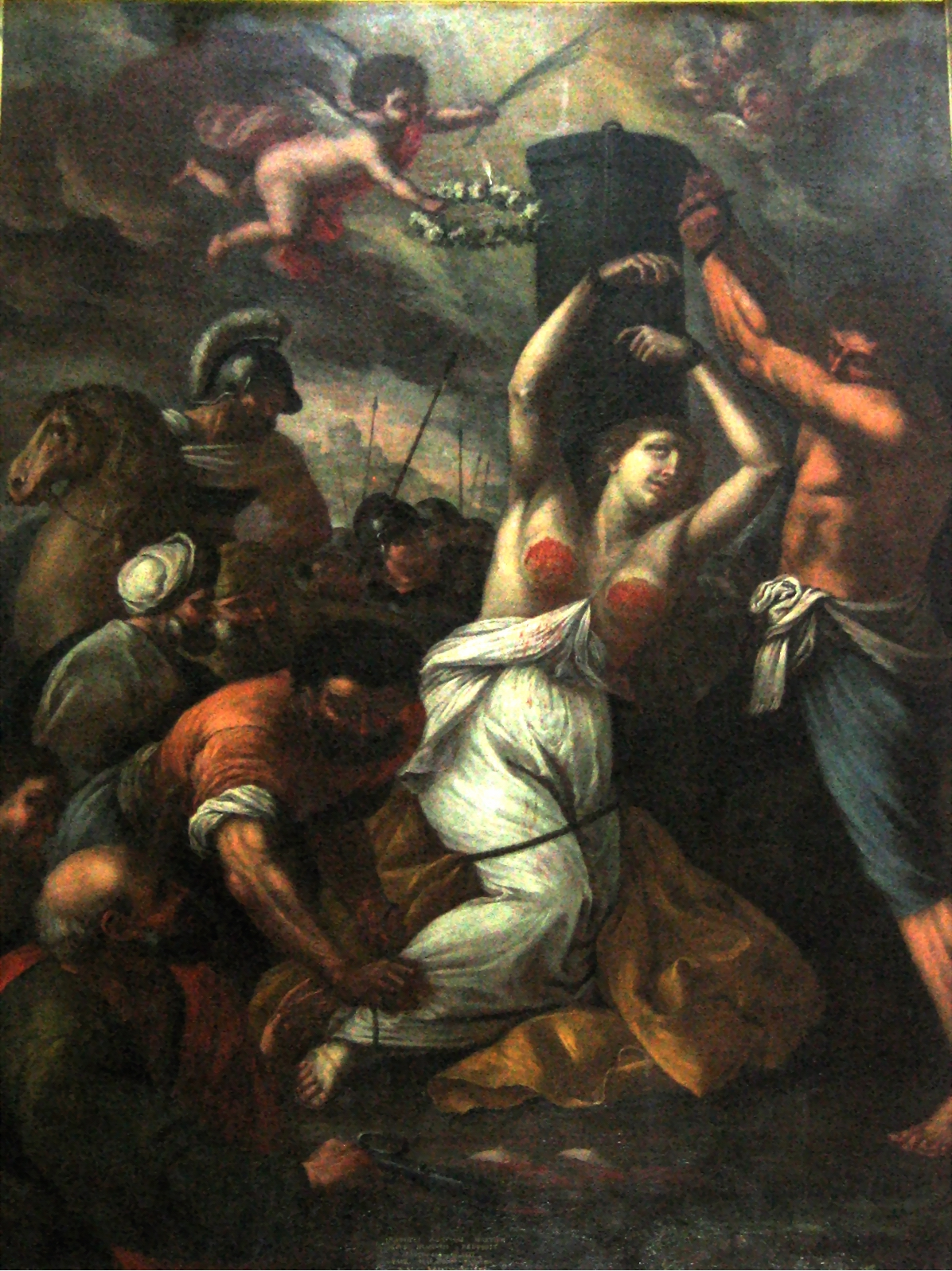
Martirio di Sant'Agata, tela della Chiesa di San Matteo a Lecce.
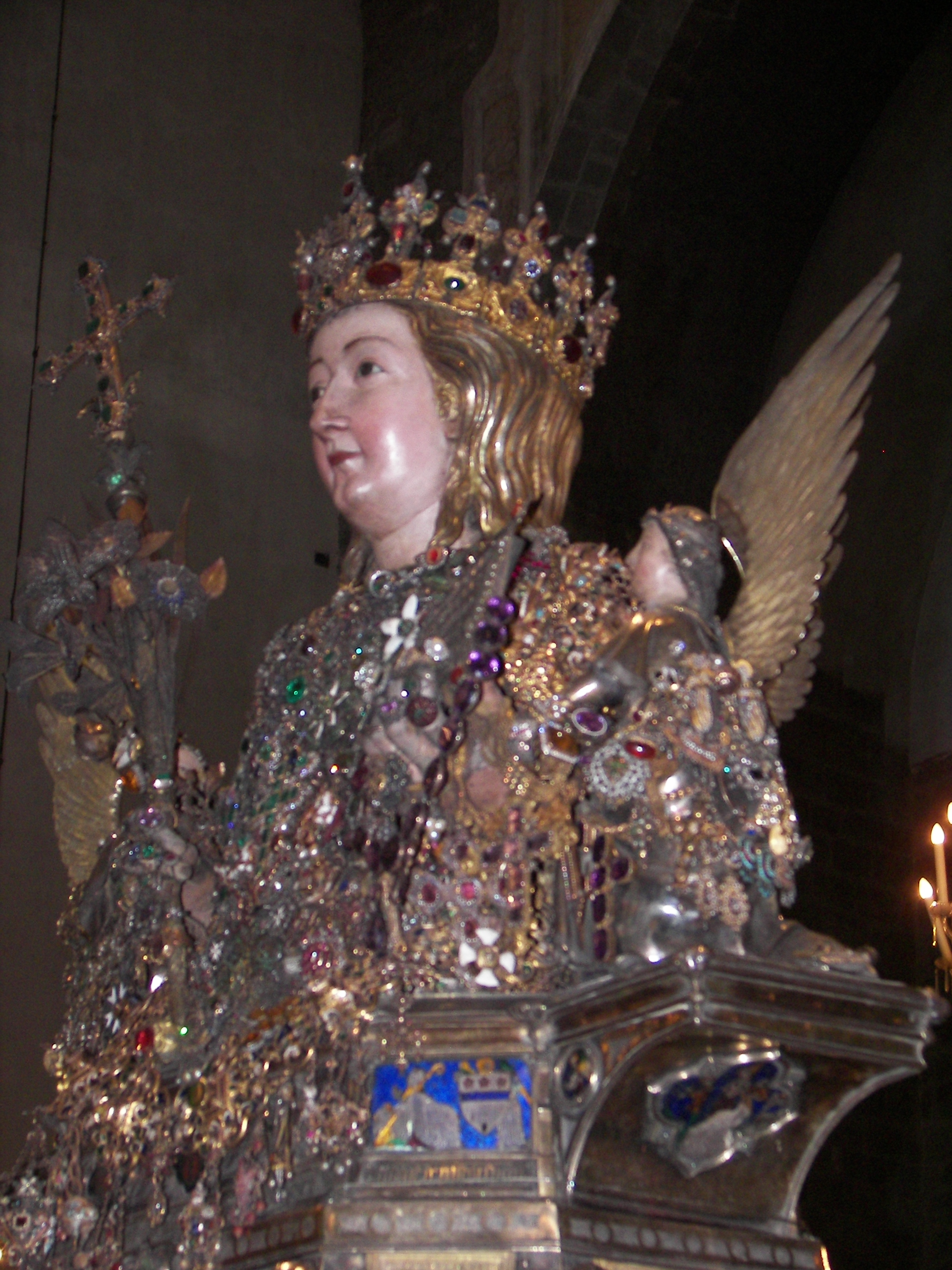
Busto Reliquiario di Sant'Agata. Opera del 1376
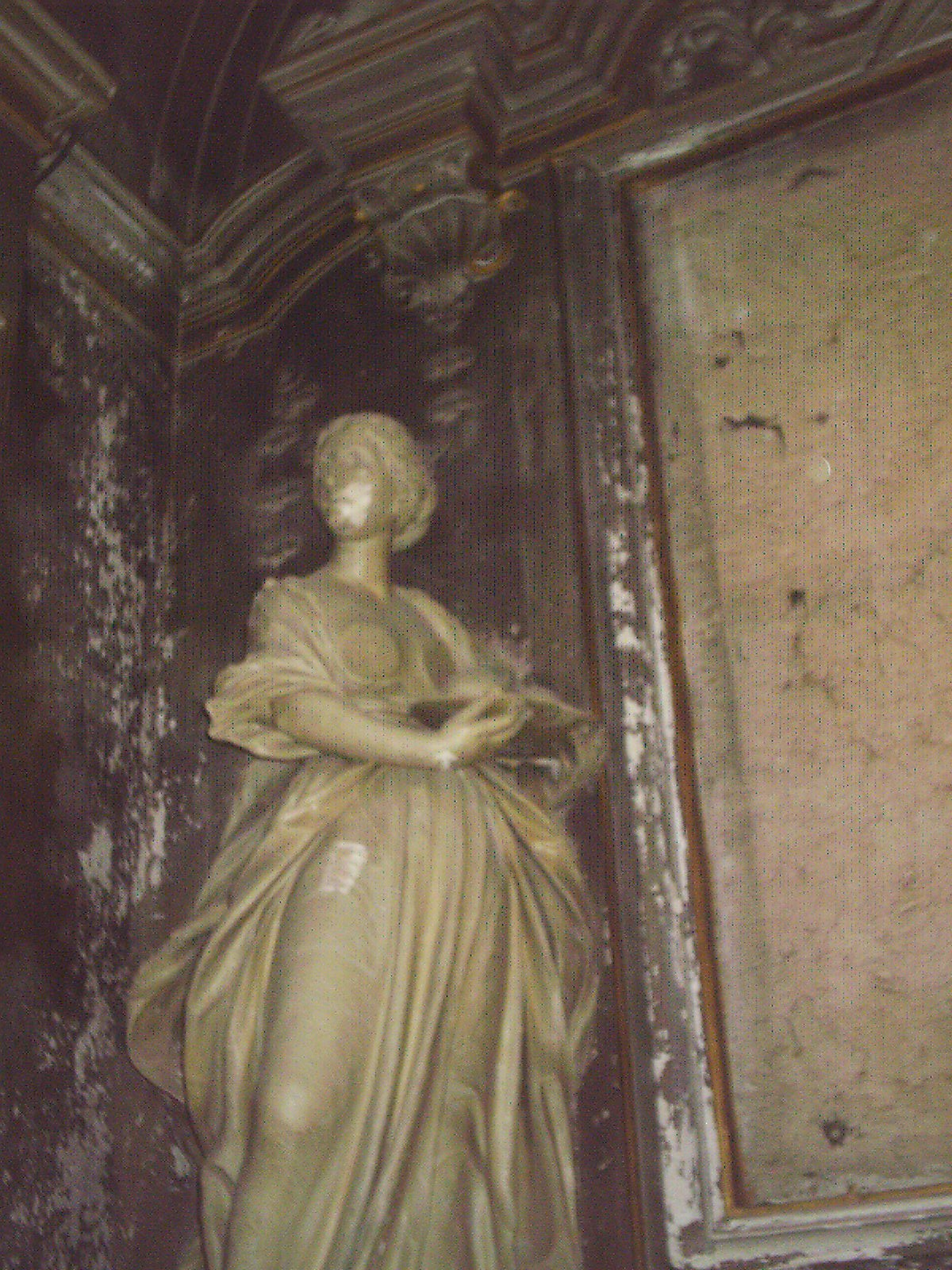
Statua di Sant'Agata nella Chiesa di Sant'Eustachio a Scanno
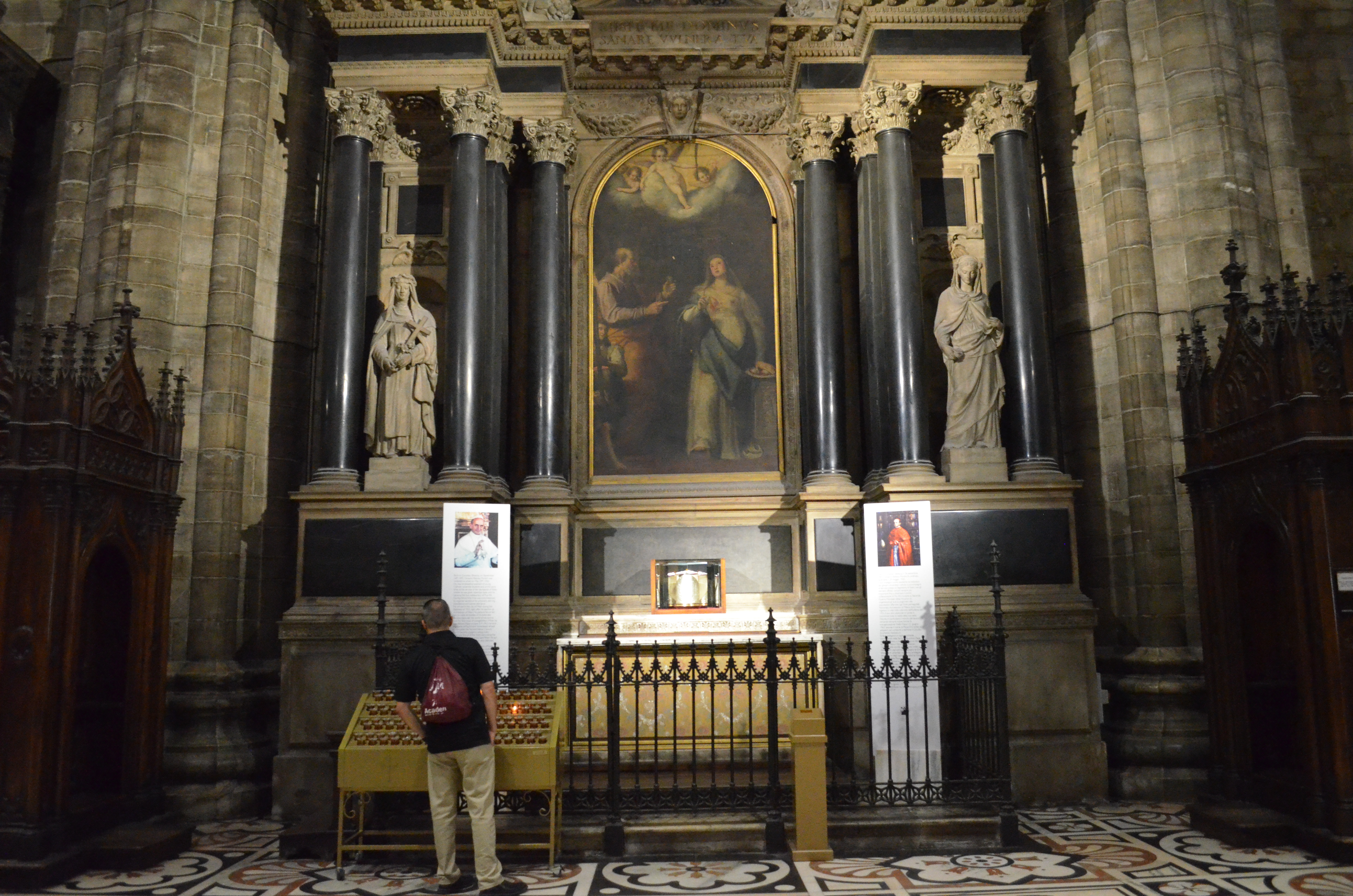
Sant'Agata visitata in carcere da san Pietro, pala di Federico Zuccari, 1597-1599 ca., altare di sant’Agata, Duomo di Milano.
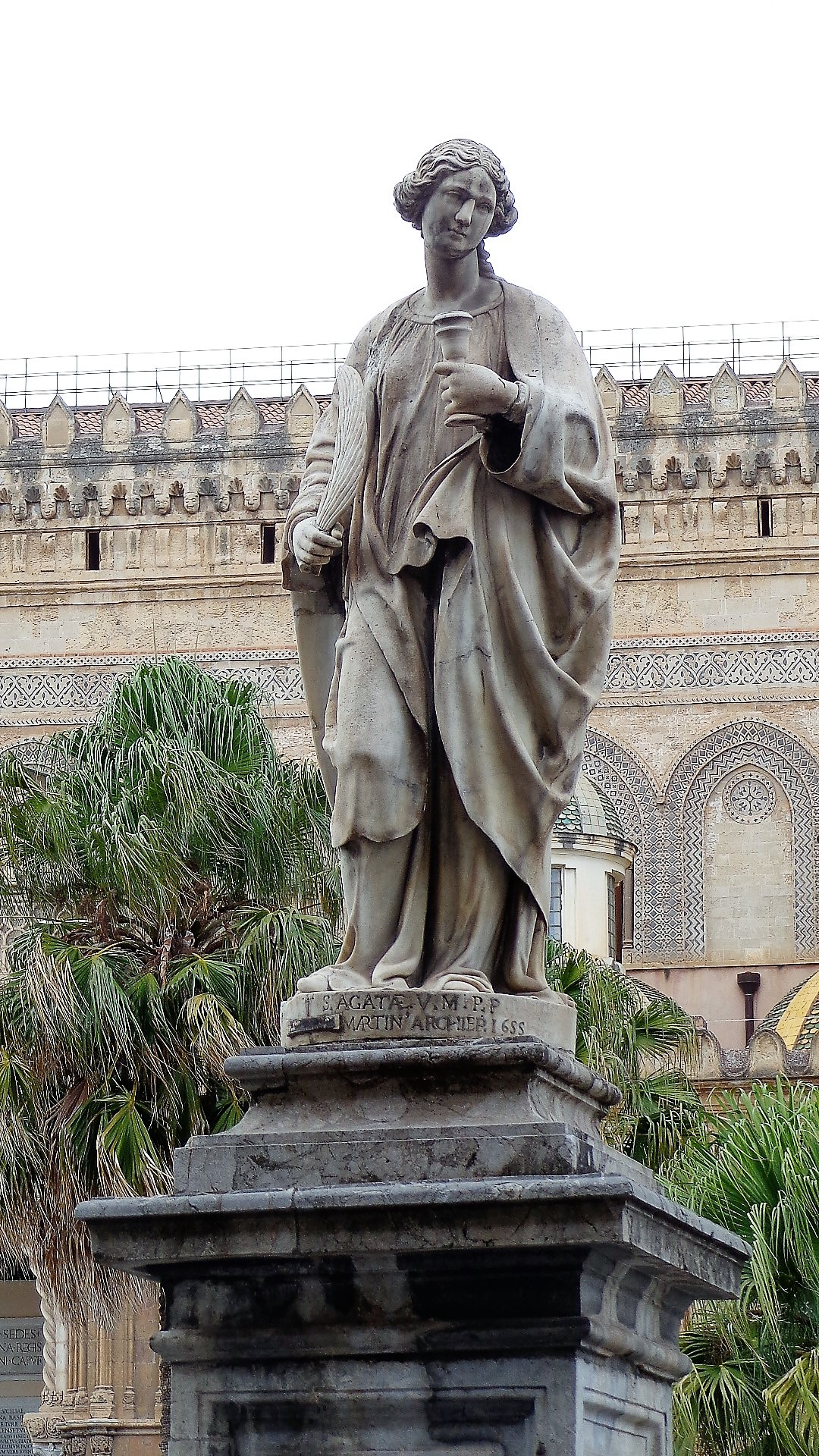
Piano della cattedrale di Palermo.
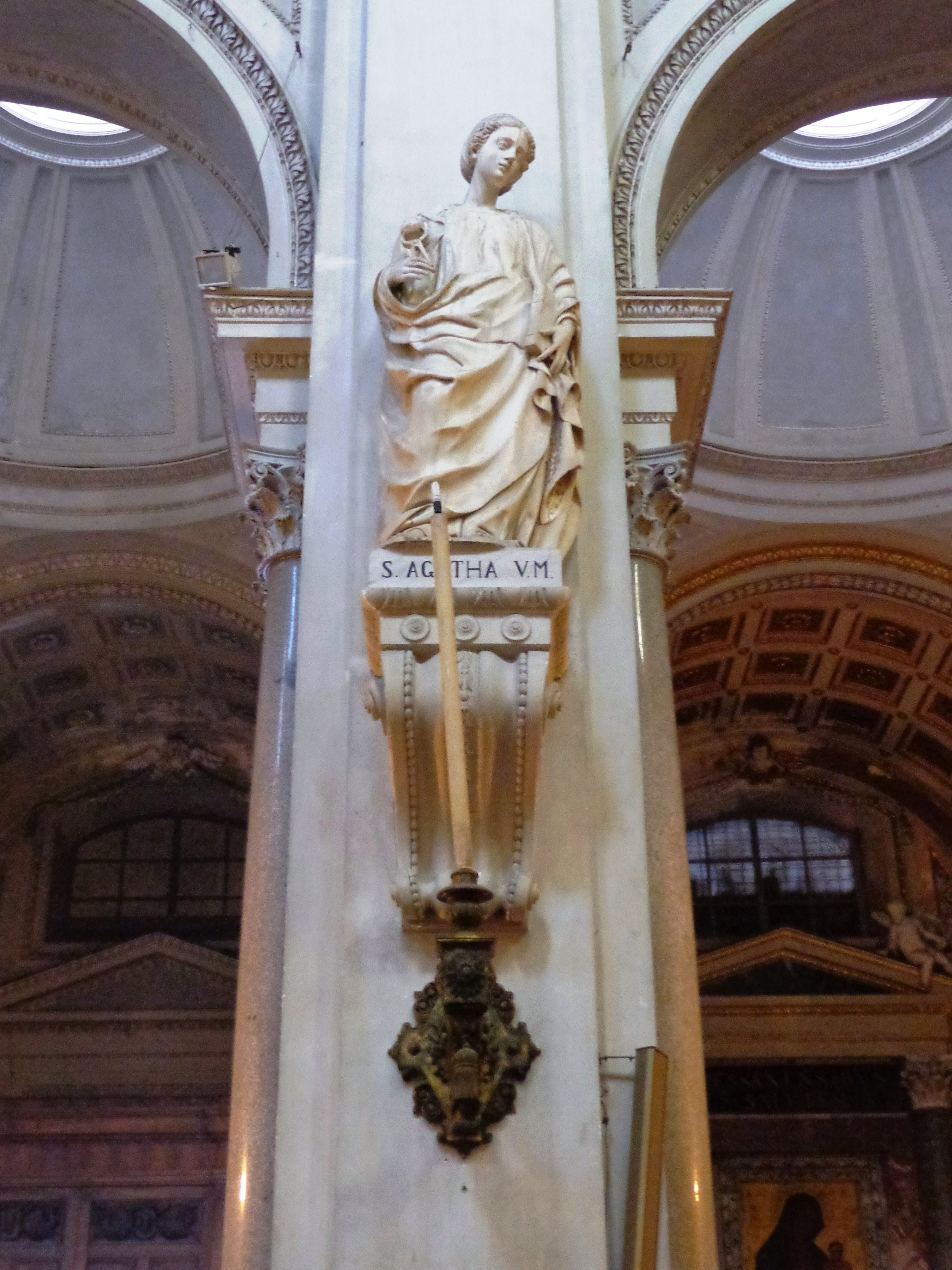
Navata centrale della cattedrale di Palermo, proveniente dalla Tribuna di Antonello Gagini.
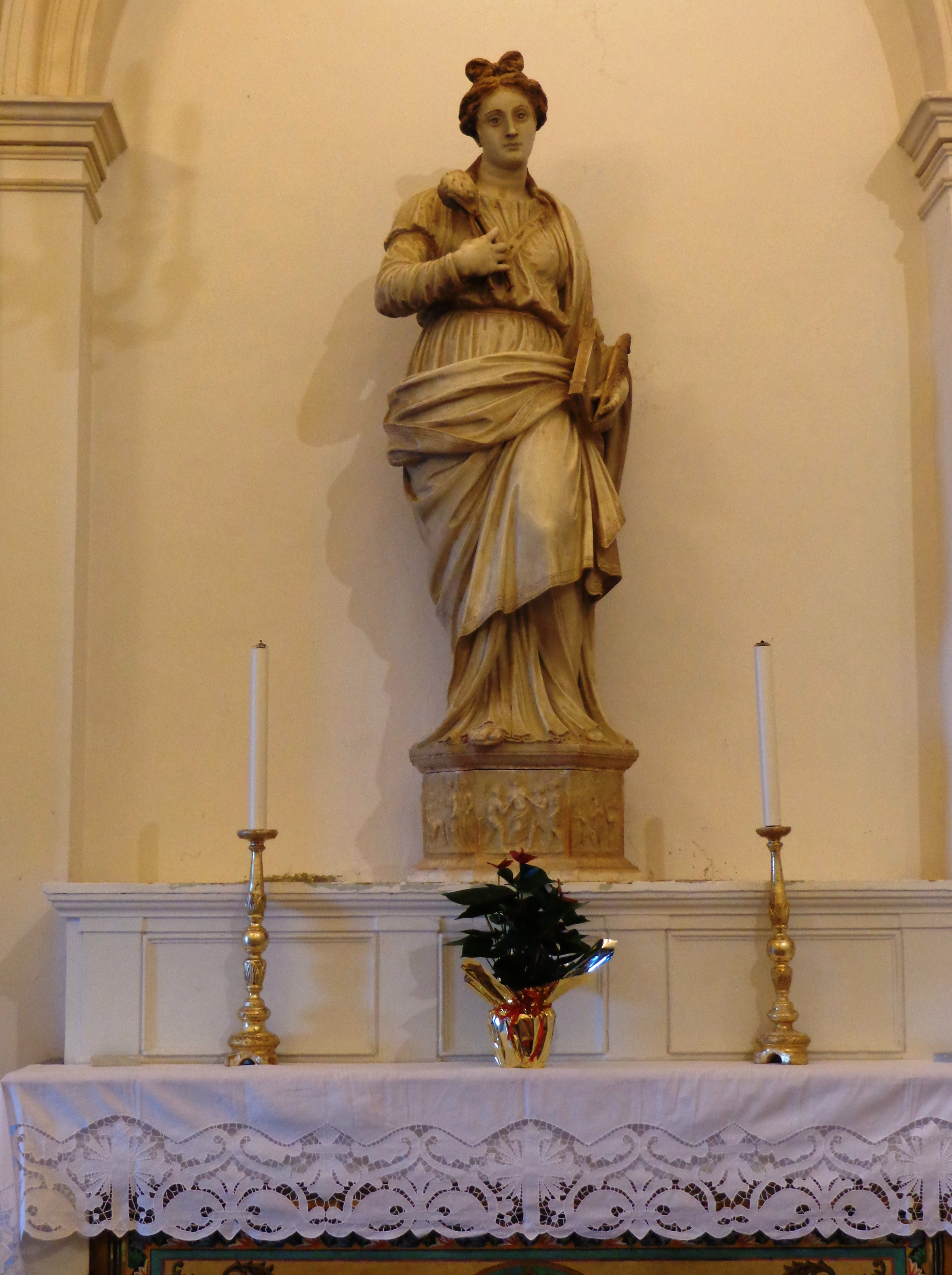
Chiesa di Sant'Agata di Castroreale.
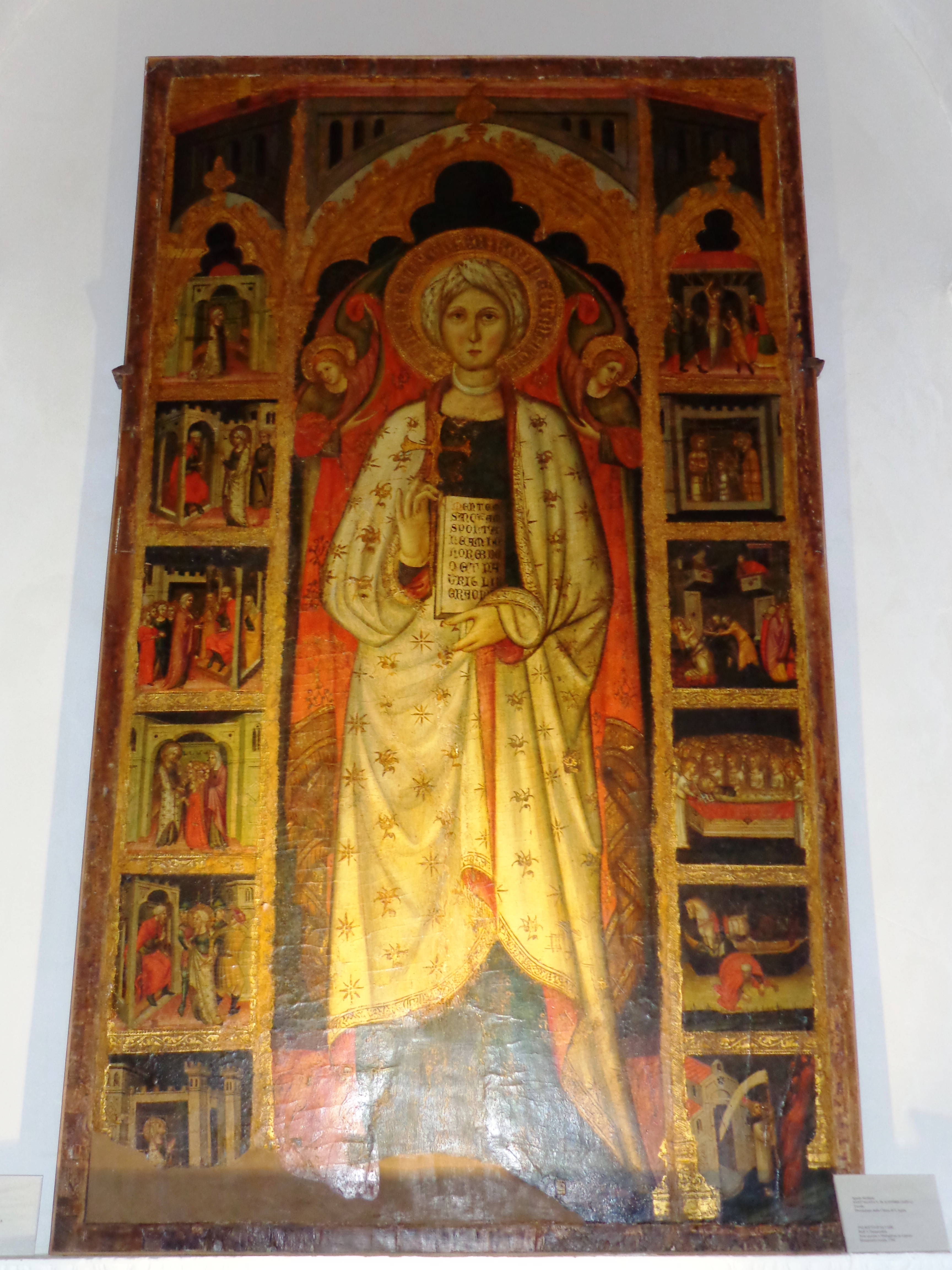
Tavola medievale proveniente dalla chiesa di Sant'Agata di Castroreale.
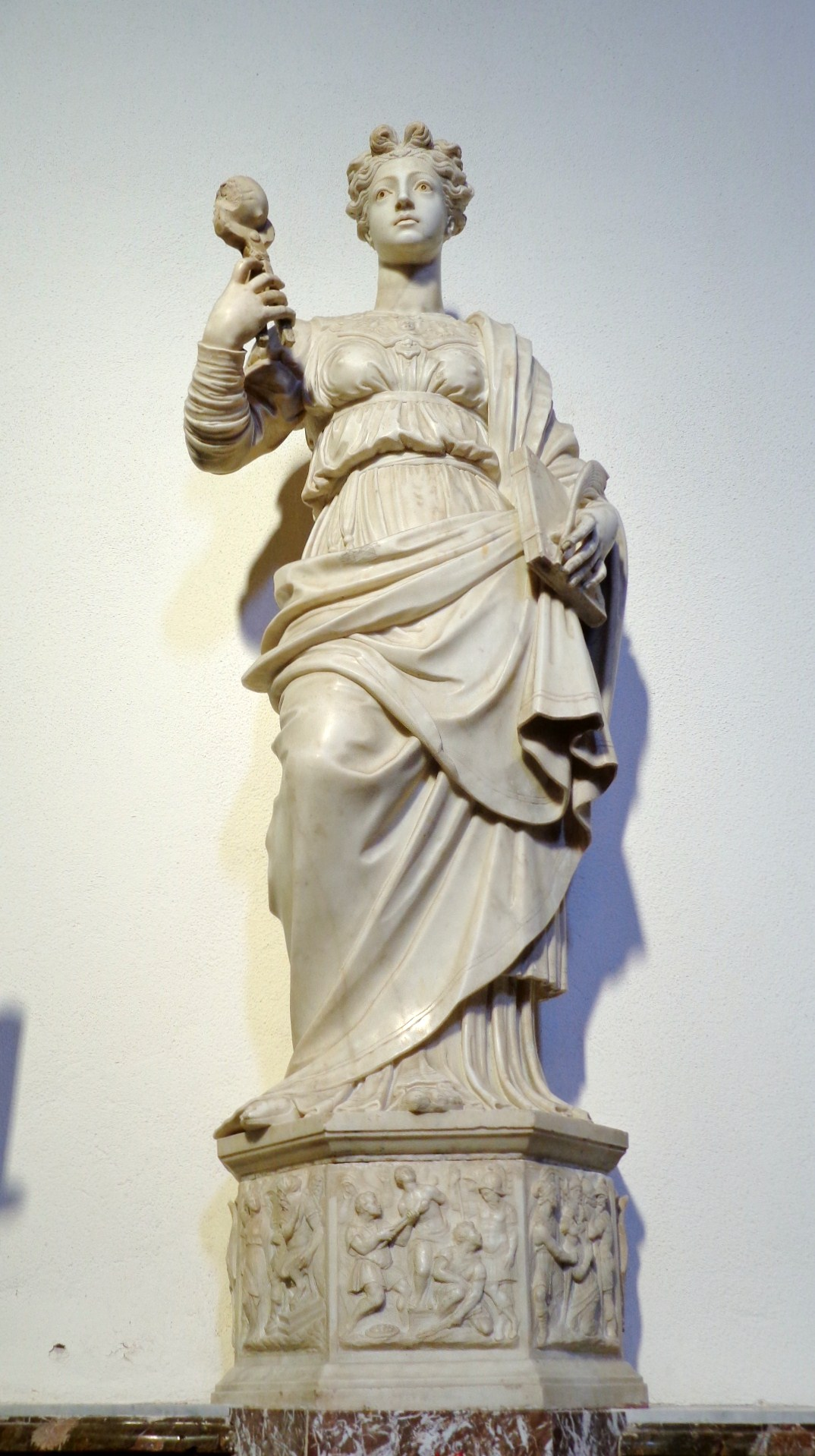
Duomo di Taormina, proveniente dalla chiesa di Sant'Agata.
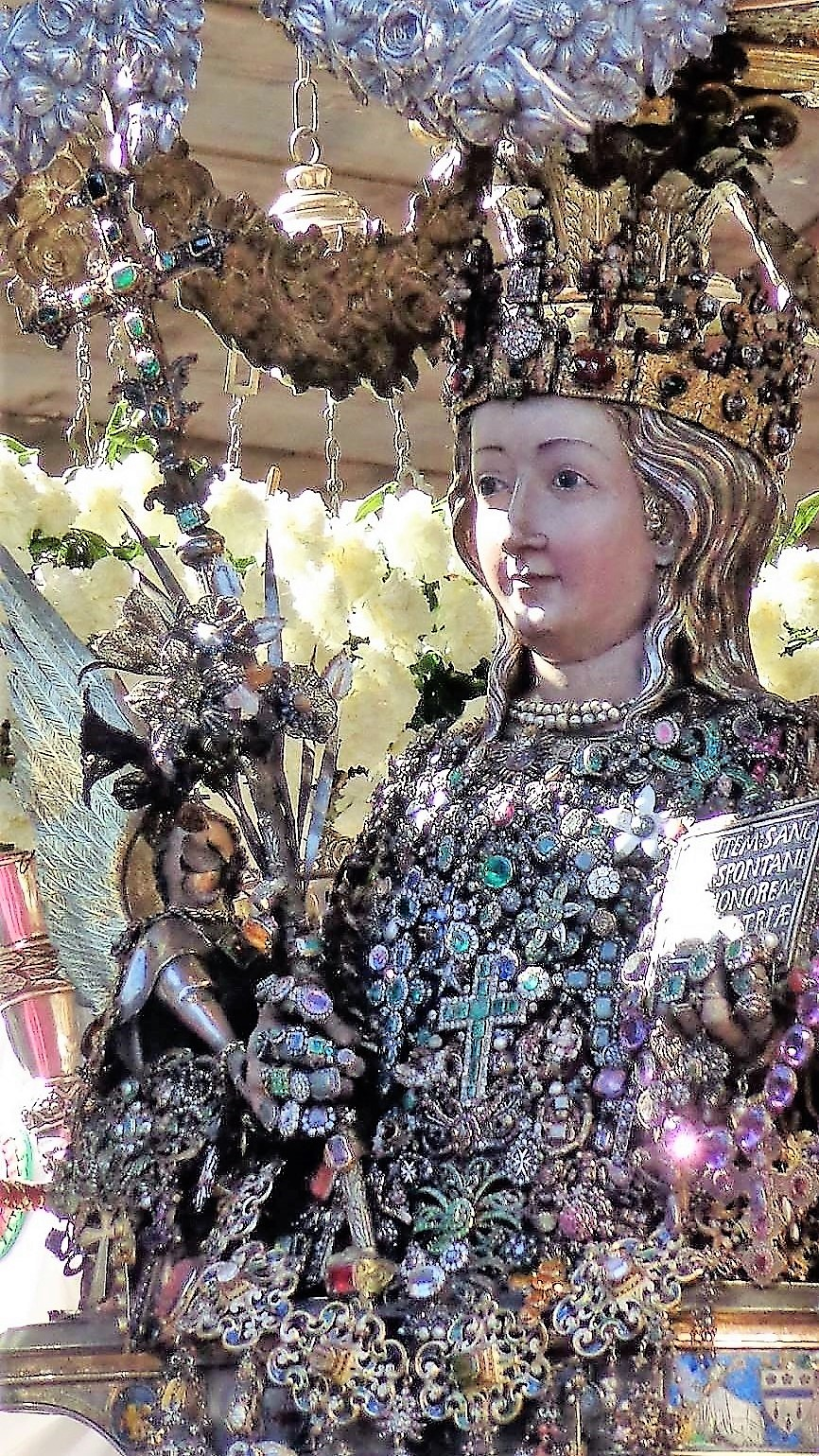
Dettaglio del busto reliquiario.
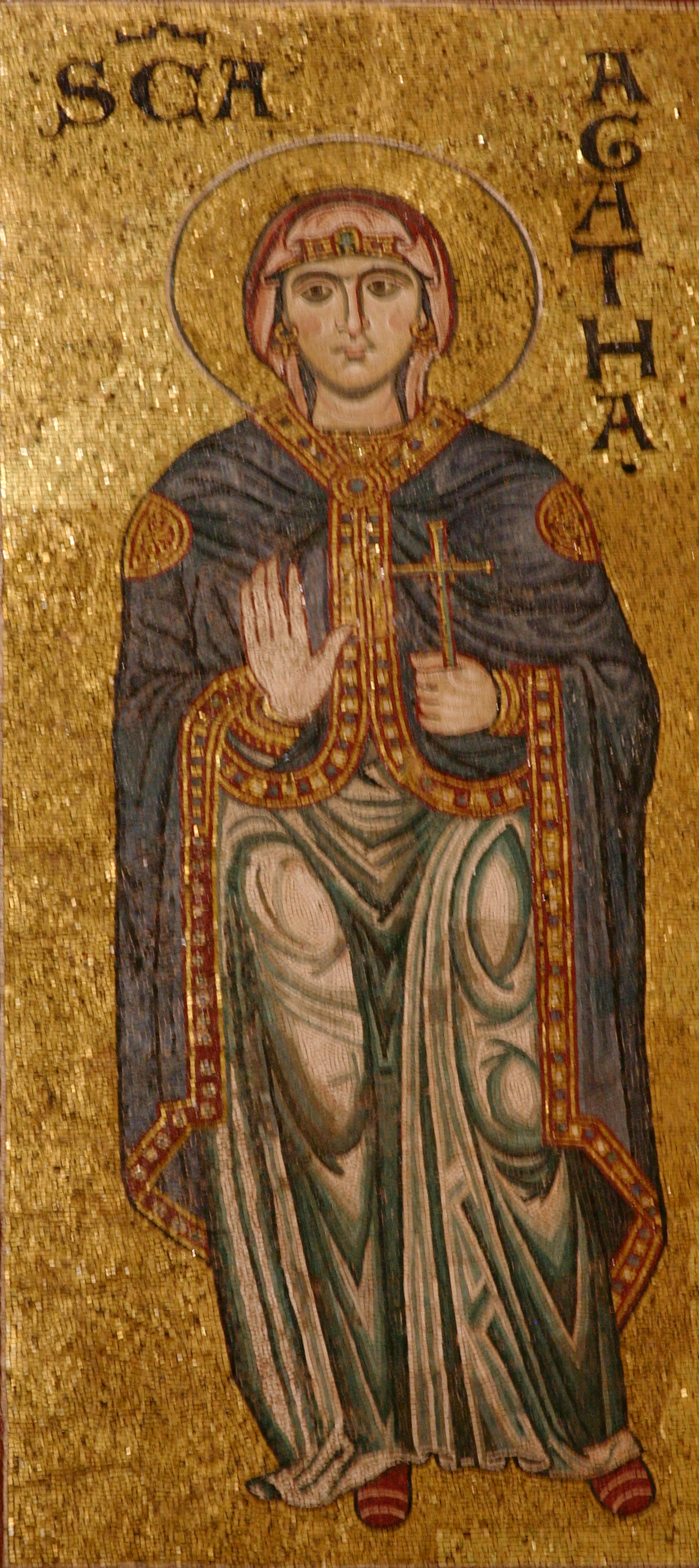
Mosaico alla cattedrale di Monreale.